# Kazajistán
Kazajistán (también escrito como Kazajstán, Kazakstán o Kazajia; en kazajo: Қазақстан, romanizado: Qazaqstanⓘ; en ruso: Казахстан, romanizado: Kazajstánⓘ) oficialmente República de Kazajistán, (Қазақстан Республикасы; Респу́блика Казахста́н) es un país transcontinental, con la mayor parte de su territorio situado en Asia Central y una menor (al oeste del río Ural) en Europa Oriental. Con una superficie de 2 724 900 km², es el noveno país más grande del mundo, así como el Estado sin litoral marítimo más extenso del mundo (considerando el mar Caspio como un lago). Kazajistán es uno de los seis Estados túrquicos independientes junto a Azerbaiyán, Turquía, Kirguistán, Turkmenistán y Uzbekistán; comparte fronteras con los tres últimos y con Rusia y China, a la vez que posee costas en el mar Caspio y el mar de Aral. La capital fue trasladada en 1997 de Almaty, la ciudad más poblada del país, a Astaná. Kazajistán pertenece a la región natural denominada Asia Central, formada además, junto con Tayikistán, por tres de los países ya citados, Kirguistán, Uzbekistán y Turkmenistán.
Vasto en tamaño, el territorio de Kazajistán abarca llanuras, estepas, taigas, cañones, colinas, deltas, montañas nevadas y desiertos. El país tiene una población de aproximadamente diecinueve millones de personas.
Durante la mayor parte de su historia, el territorio del actual Kazajistán ha sido habitado por nómadas. Hacia el siglo XVI los kazajos emergieron como un grupo diferenciado, dividido en tres hordas. Los rusos comenzaron a avanzar en la estepa kazaja en el siglo XVIII, y a mediados del siglo XIX todo Kazajistán era parte del Imperio ruso. Tras la Revolución rusa de 1917 y a la subsecuente guerra civil, el territorio de Kazajistán se reorganizó en varias ocasiones antes de convertirse en la República Socialista Soviética de Kazajistán en 1936, como parte de la URSS. Durante el siglo XX, Kazajistán fue sede de importantes proyectos soviéticos, entre ellos la campaña de las Tierras Vírgenes de Jrushchov, el Cosmódromo de Baikonur y el sitio de pruebas de Semipalátinsk, el mayor centro de pruebas nucleares de la URSS.
Kazajistán se declaró país independiente el 16 de diciembre de 1991, siendo la última república soviética en hacerlo. Su presidente desde la era comunista, Nursultán Nazarbáyev, se convirtió en el nuevo presidente del país en 1991 y se mantuvo en el poder de forma continua e ininterrumpida, hasta su renuncia en marzo de 2019. Según el gobierno kazajo, Nazarbáyev ganó todas las elecciones presidenciales con porcentajes aplastantes de votos, pero sus críticos denuncian que las elecciones son una mera farsa.
Desde su independencia, Kazajistán ha dedicado buena parte de su esfuerzo al desarrollo de su industria de hidrocarburos. El presidente Nazarbáyev mantuvo un estricto control sobre la política nacional a lo largo de más de 20 años en el poder. Kazajistán es ahora considerado el estado dominante en Asia Central.
El país es miembro de varias organizaciones internacionales, incluyendo las Naciones Unidas, la Comunidad de Estados Independientes y la Organización de Cooperación de Shanghái. Kazajistán es uno de los seis Estados postsoviéticos que han implementado un Plan de Acción Individual de Asociación con la OTAN. En 2010, Kazajistán ocupó la presidencia de la Organización para la Seguridad y la Cooperación en Europa.
Kazajistán es diverso étnica y culturalmente, debido en parte a las deportaciones masivas de varios grupos étnicos enviados a este país durante el gobierno de Stalin. Los kazajos son el grupo más extenso. Kazajistán tiene 131 nacionalidades incluyendo kazajos, rusos, uigures, uzbekos, ucranianos y tártaros. Alrededor del 63 % del total de la población es kazaja.
Kazajistán permite la libertad de culto, coexistiendo muchas creencias distintas en el país. El islam es la religión de cerca de tres cuartos de los habitantes, y el cristianismo la fe de la mayor parte de los restantes. El kazajo es el idioma oficial, mientras que el ruso es también utilizado oficialmente como un idioma paralelo al kazajo en las instituciones del país. La capital es Astaná.

## Etimología

Mapa de Kazajistán.

El término «kazajos» (en kazajo: қазақтар, romanizado: Qazaqtar; en ruso: казахи, romanizado: kazaji) fue acuñado para designar a todos los ciudadanos de Kazajistán, entre ellos los no kazajos étnicos. La palabra «kazajo» se utiliza generalmente para referirse a personas de ascendencia étnica de Kazajistán (incluidos los que viven en China, Afganistán, Turquía, Uzbekistán y otros países). El etnónimo kazajo se deriva de una antigua palabra turca «independiente, un espíritu libre». Es el resultado de los kazajos con su antigua cultura nómada a caballo. En el persa antiguo, el sufijo -stan significa «tierra» o «lugar de», por lo que «Kazajistán» quiere decir «tierra de los kazajos».

## Historia

### Kanato kazajo
Kazajistán ha estado habitado desde el Neolítico: el clima y el terreno de la región son los más adecuados para la práctica del pastoreo por parte de los nómadas. Los arqueólogos creen que los primeros seres humanos domesticaron el caballo en las vastas estepas de la región.
Asia Central fue habitada originalmente por indo-iranios. El más conocido de esos grupos fue el de los escitas nómadas. El pueblo túrquico comenzó a asentarse en esta región a partir por lo menos del siglo V a. C., posiblemente antes, y terminó convirtiéndose en el componente étnico dominante de Asia Central. Mientras que las ciudades antiguas de Taraz (Aulie-Ata) y Turquestán habían servido durante mucho tiempo como importantes estaciones de paso a lo largo de la Ruta de la Seda, conectando el Este y el Oeste, la consolidación política real comenzó con la invasión de los mongoles de principios del siglo XIII. Bajo el Imperio mongol se establecieron regiones administrativas, y estas cayeron finalmente bajo el emergente Kanato kazajo.

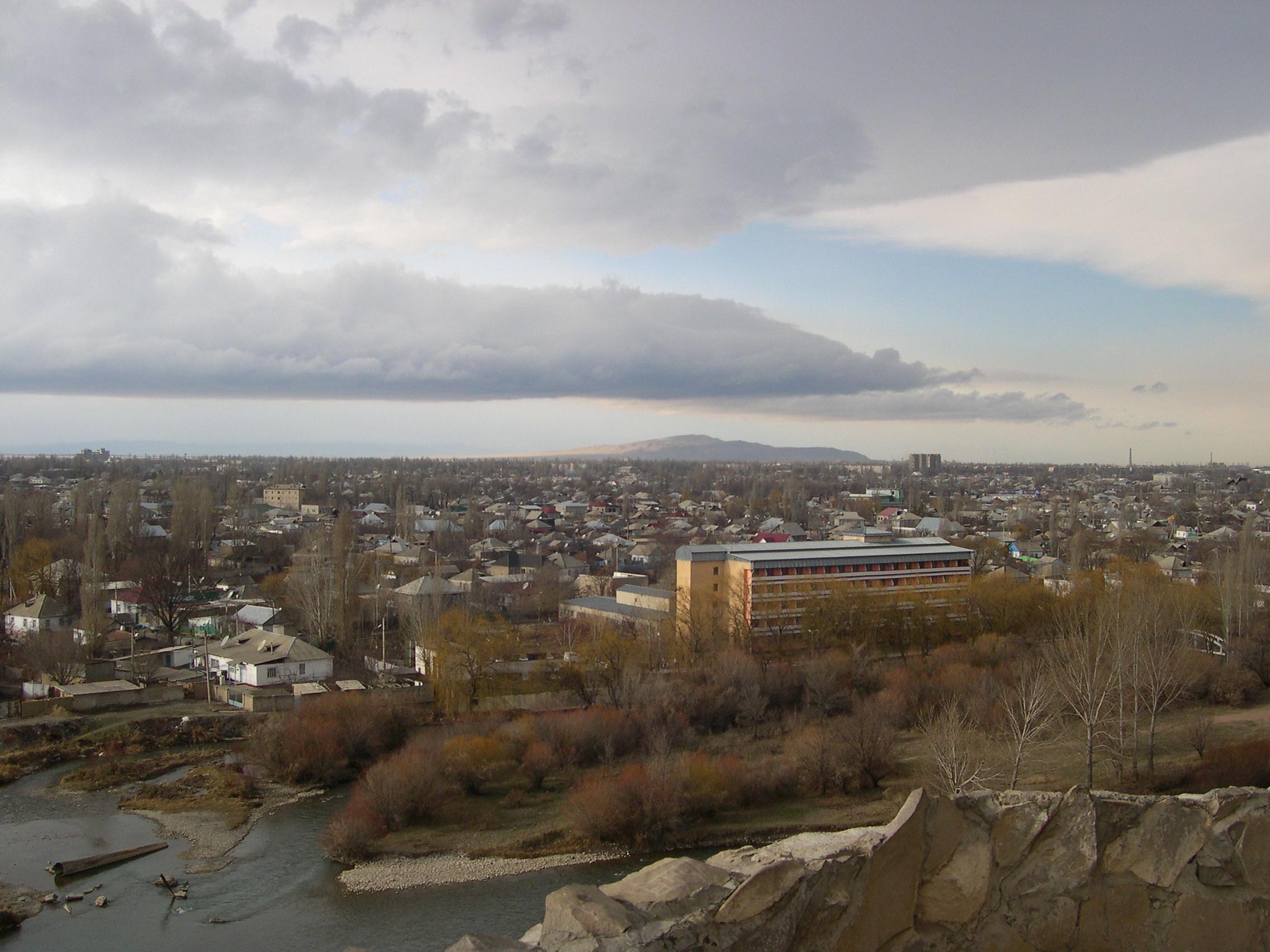
Recreación de la antigua Taraz (Kazajistán)

A lo largo de este período, la vida tradicional nómada y una economía basada en la ganadería continuaron dominando la estepa. En el siglo XV comenzó a surgir una clara identidad kazaja entre las tribus túrquicas, proceso que se consolidó a mediados del siglo XVI con la aparición de una cultura, economía e idioma kazajos bien diferenciados.
Sin embargo, la región fue foco de las disputas cada vez mayores entre los emires kazajos nativos y los pueblos vecinos de habla persa hacia el sur. A comienzos del siglo XVII, el Kanato kazajo se encontraba agobiado por el impacto de las rivalidades tribales, que habían dividido efectivamente a la población en las Grandes, Medias y Pequeñas hordas (jüz). La desunión política, las rivalidades tribales, y la importancia cada vez menor de las rutas comerciales por tierra entre Oriente y Occidente debilitaron al Kanato kazajo.
Durante el siglo XVII los kazajos lucharon contra los oirates, una federación de tribus mongoles occidentales, incluyendo los zúngaros. El comienzo del siglo XVIII marcó el cenit del Kanato kazajo. Durante este período la Pequeña horda participó en la guerra de 1723-1730 contra los dzhungaros, siguiente a su invasión, denominada la «Gran Desastre», de territorios kazajos. Los dzhungaros se hicieron de los pastos de los vencidos kazajos, tomando numerosos cautivos, y masacrando clanes enteros. Bajo el liderazgo de Abul Khair Khan, los kazajos obtuvieron importantes victorias sobre los dzhungaros en el Río Bulanty en 1726 y en la Batalla de Anrakay en 1729. Ablai Khan participó en las batallas más significativas contra los dzhungaros, desde los años 1720 a los años 1750, por las cuales fue declarado «batyr» (héroe) por el pueblo. Los kazajos también fueron víctimas de asaltos constantes por parte de los calmucos del Volga.

### Imperio ruso
En el siglo XIX, el Imperio ruso comenzó a expandirse hacia Asia Central. Generalmente se considera que el período del Gran Juego transcurrió entre aproximadamente 1813 hasta la Entente anglo-rusa de 1907. Los zares gobernaron con eficacia la mayor parte del territorio perteneciente a lo que hoy es Kazajistán.
El Imperio ruso introdujo un sistema administrativo, construyó cuarteles y guarniciones militares en su esfuerzo por establecer presencia en Asia Central, en el llamado «Gran Juego» con el Imperio británico. El primer puesto de avanzada ruso, Orsk, fue construido en 1735. Rusia impuso el idioma ruso en todas las escuelas y organizaciones gubernamentales. Los esfuerzos rusos por aplicar su sistema, suscitaron el resentimiento del pueblo kazajo, y hacia la década de 1860, la mayoría de los kazajos se resistían a la anexión de su territorio por parte del Imperio Ruso, debido en gran parte a la influencia causada sobre el tradicional estilo de vida nómada y la economía ganadera, y su relación con el hambre que estaba exterminando rápidamente a algunas tribus kazajas. El movimiento nacionalista kazajo, que se inició en el siglo XIX, trató de preservar tanto la lengua como la identidad nativa mediante la resistencia a los intentos del Imperio ruso de rusificarlos, asimilarlos y oprimirlos.
Desde la década de 1890 en adelante, un creciente número de pobladores del Imperio Ruso comenzó a colonizar el territorio de la actual Kazajistán, en particular la provincia de Semirechye. El número de colonos aumentó, aún más, una vez que el Ferrocarril Trans-Aral de Oremburgo a Taskent fue terminado en 1906, y este movimiento fue supervisado y fomentado por una Dirección General de Migración (en ruso: Переселенческое Управление, Pereseléncheskoie Upravlénie) especialmente creada en San Petersburgo. Durante el siglo XIX emigraron hacia Kazajistán alrededor de 400 000 rusos, y aproximadamente un millón de eslavos, alemanes, judíos y otros emigraron a la región durante el primer tercio del siglo XX.
La competencia por la tierra y el agua que se produjo entre los kazajos y los recién llegados causó un gran resentimiento contra el dominio colonial durante los últimos años de la Rusia zarista, con el levantamiento más grave, la Revuelta de los Basmachi, produciéndose en 1916. Los kazajos atacaron a los colonos rusos y cosacos y a las guarniciones militares. La revuelta dio lugar a una serie de enfrentamientos y masacres brutales cometidas por ambos bandos.

### República Socialista Soviética de Kazajistán

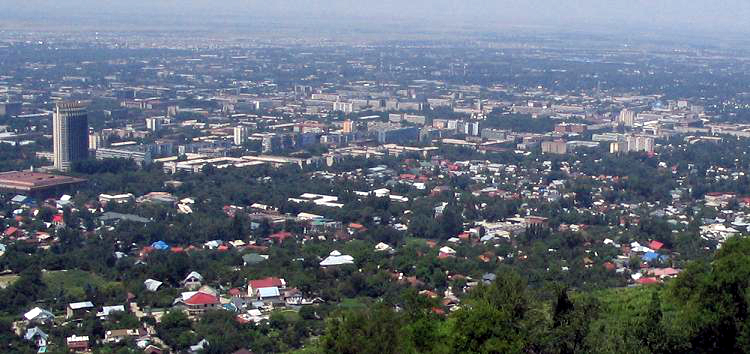
Almatý, la capital de la era soviética de Kazajistán.

Aunque hubo un pequeño período de autonomía (Autonomía de Alash) durante el tumultuoso lapso siguiente a la caída del Imperio ruso, muchos alzamientos fueron brutalmente reprimidos, y finalmente los kazajos sucumbieron al dominio soviético. En 1920, el territorio del actual Kazajistán se convirtió en una república autónoma (República Autónoma Socialista Soviética) dentro de la Unión Soviética.
La represión soviética de la élite tradicional, junto con la forzada colectivización entre finales del decenio de 1920 y la década de 1930 y olas de sequía, produjo hambrunas y llevó a la provocación de disturbios (Véase también: Hambruna soviética de 1932-1933). Entre 1926 y 1939, la población kazaja disminuyó un 22 % debido al hambre y a la emigración masiva. Actualmente, las estimaciones sugieren que la población de Kazajistán rondaría los veinte millones de habitantes si no hubiese habido hambre o migración de kazajos. Durante la década de 1930, muchos reconocidos escritores, pensadores, poetas, políticos e historiadores fueron masacrados bajo las órdenes de Stalin. El régimen soviético tomó el control, y un aparato comunista trabajó con firmeza para integrar plenamente a Kazajistán en el sistema soviético. En 1936, Kazajistán se convirtió en una república soviética. Kazajistán experimentó una afluencia poblacional de millones de exiliados de otras partes de la Unión Soviética durante los años 1930 y 1940; muchos de los deportados fueron expatriados a Siberia o Kazajistán simplemente debido a su origen étnico o creencias, y en muchos casos internados en algunos de los mayores campos de trabajo soviéticos, incluyendo el campamento ALZHIR a las afueras de Astaná, que estaba reservado para las esposas de los hombres considerados «enemigos del pueblo». Fue también en la década de 1930 cuando Kazajistán, con su economía anteriormente atrasada, comenzó a industrializarse. La República Socialista Soviética de Kazajistán contribuyó con cinco divisiones nacionales a las fuerzas de la Unión Soviética durante la Segunda Guerra Mundial. En 1947, dos años después del fin de la guerra, el sitio de pruebas de Semipalátinsk, el principal sitio de pruebas de armas nucleares soviético, fue fundado en inmediaciones de la ciudad de Semey.

Escudo de la RSS de Kazajistán.

La Segunda Guerra Mundial marcó el aumento de la industrialización y el aumento de la extracción de minerales en apoyo al esfuerzo de guerra. Sin embargo, hacia la época en la que el líder soviético Iósif Stalin muere, Kazajistán tenía aún una economía abrumadoramente basada en la agricultura. En 1953, el líder soviético Nikita Jruschov inició la ambiciosa Campaña de Tierras Vírgenes (Virgin Lands Campaign) para convertir los tradicionales pastos de Kazajistán en una importante región productora de cereales para la Unión Soviética. La política de Tierras Vírgenes trajo resultados desiguales. Sin embargo, junto con posteriores modernizaciones bajo el líder soviético Leonid Brézhnev, aceleró el desarrollo del sector agrícola, que sigue siendo fuente de sustento para un gran porcentaje de la población de Kazajistán. Hacia 1959, los kazajos constituían el 30 % de la población, y los rusos representaban el 43 %.
Las crecientes tensiones en la sociedad soviética dieron lugar a una demanda de reformas políticas y económicas, que llegó a un punto crítico en la década de 1980. Un factor que contribuyó inmensamente a esto fue la decisión de Lavrenti Beria de desarrollar el programa soviético de las armas nucleares en la ciudad de Semey en 1949. Esto resultó en una catástrofe ecológica y biológica que repercutió inclusive en generaciones posteriores, y la ira kazaja hacia la Unión Soviética siguió elevándose.
En diciembre de 1986, manifestaciones masivas de jóvenes de la etnia kazaja, más tarde llamadas los disturbios de Zheltoqsan, tuvieron lugar en Almatý para protestar por la sustitución del secretario general del Partido Comunista de la RSS de Kazajistán Dinmujamed Konáyev por Gennady Kolbin de la RSFS de Rusia. Las tropas gubernamentales reprimieron las movilizaciones, varias personas murieron y muchos manifestantes fueron encarcelados. En los últimos días del régimen soviético, el descontento continuó creciendo y logró expresarse bajo la política de la glásnost del líder soviético Mijaíl Gorbachov.

### Independencia
Dentro del movimiento de las repúblicas de la Unión Soviética que buscaban una mayor autonomía, llamado Desfile de Soberanías, Kazajistán declaró su soberanía como una república dentro de la Unión de Repúblicas Socialistas Soviéticas en octubre de 1990. En 1991, fue abortado un intento de golpe de Estado en Moscú y luego sucedió la disolución de la Unión Soviética, Kazajistán declaró su independencia el 16 de diciembre de 1991. Fue la última de las repúblicas soviéticas en declarar la independencia. Los años posteriores a la independencia se han caracterizado por importantes reformas a la economía de estilo soviético y la política de monopolio en el poder. Bajo Nursultán Nazarbáyev, que inicialmente llegó al poder en 1989 como jefe del Partido Comunista de Kazajistán y finalmente fue elegido presidente en 1991, Kazajistán ha hecho progresos significativos hacia el desarrollo de una economía de mercado. El país ha disfrutado de un crecimiento económico significativo desde el año 2000, en parte debido a sus grandes reservas de petróleo, gas y otros minerales.En enero de 2022 estallan las protestas en Kazajistán de 2022 tras la subida del precio de los combustibles, instalando en el país un estado de emergencia y la militarización de este con una brigada internacional de países exsoviéticos, la OTSC.

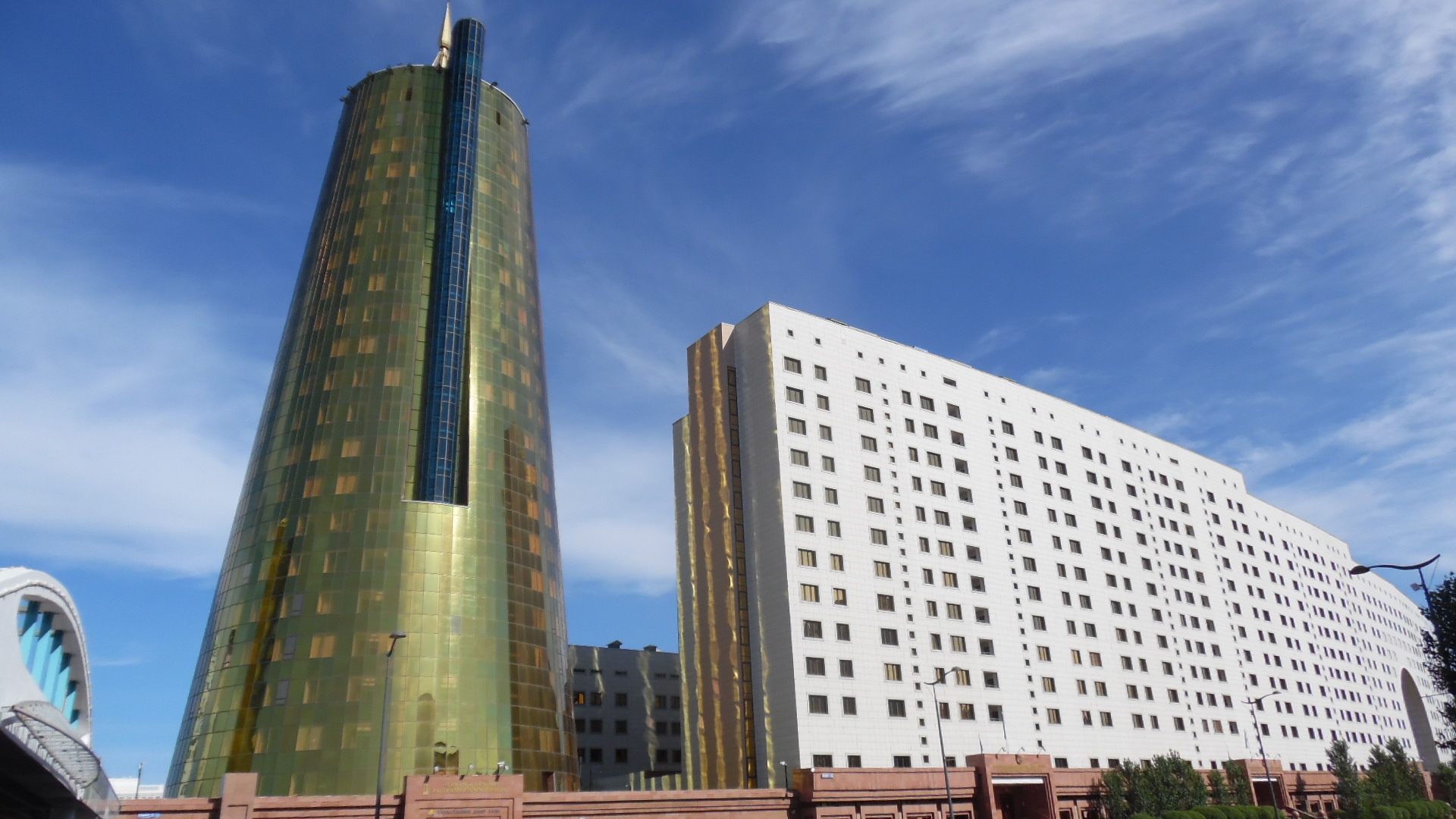
Edificios del Gobierno de Kazajistán

## Gobierno y política
Kazajistán se autodenomina una república unitaria con un sistema político fuertemente presidencialista. El presidente es el jefe de Estado, y a la vez comandante en jefe de las Fuerzas Armadas. Tiene poder de veto sobre la legislación aprobada por el Parlamento. El presidente Nursultán Nazarbáyev, que ocupaba el cargo desde que Kazajistán declaró su independencia en 1991, fue reelegido para un nuevo mandato de ocho años en 2011 y, de haber culminado este periodo, habría estado en el poder durante veintiocho años. El primer ministro, que gobierna de acuerdo con los designios del presidente, encabeza el gabinete de ministros y es la cara visible del gobierno del país. Existen también tres vice primeros ministros y dieciséis ministros en el gabinete. Karim Masímov ha servido como primer ministro desde el 10 de enero de 2007. El 20 de marzo de 2019 Nazarbáyev anunció su renuncia a la presidencia del país.

Sede del Ministerio de Defensa de Kazajistán

Kazajistán tiene un parlamento bicameral, compuesto por una cámara baja (los Mazhilis) y una cámara alta (el Senado). En las elecciones de distrito se eligen representantes para los sesenta y siete asientos en los Mazhilis. Otros diez miembros se eligen con un sistema diferente. Si bien los Mazhilis cuentan con facultades para la iniciativa legislativa, la mayor parte de la legislación considerada por el parlamento es propuesta por el poder ejecutivo. El Senado cuenta con treinta y nueve miembros. Se eligen dos de ellos en cada asamblea electiva (Maslikhats) en las dieciséis principales divisiones administrativas del país. Los restantes siete senadores son seleccionados directamente por el presidente de la república.

### Elecciones
Las elecciones al Mazhilis de septiembre de 2004, dieron como resultado una cámara baja dominada por el Partido oficialista Otan, encabezado por el presidente Nazarbáyev: Dos partes que simpatizan con el presidente, incluidos los bloques industriales AIST-agraria y el Partido Asar, fundado por la hija de Nazarbáyev, y el presidente que ganó la mayoría de los escaños restantes. Los partidos de oposición, que se registraron oficialmente y compitieron en las elecciones, ganaron un escaño en las elecciones. La Organización para la Seguridad y la Cooperación en Europa sentenció que dichas elecciones no cumplían las normas internacionales. En 1999, Kazajistán solicitó el estatuto de observador en el Consejo de Europa, en la Asamblea Parlamentaria. La respuesta oficial de la Asamblea fue que Kazajistán podría solicitar la membresía plena, porque tiene una pequeñísima parte de su territorio situado en Europa, pero que no se le concederá ninguna condición en el Consejo hasta que la democracia y los derechos humanos mejoren.
El 4 de diciembre de 2005, Nursultán Nazarbáyev fue reelegido en una victoria aplastante. La comisión electoral anunció que había ganado con más del 90 % de los votos. La Organización para la Seguridad y la Cooperación en Europa (OSCE), llegó a la conclusión de que las elecciones tampoco cumplieron las normas internacionales a pesar de algunas mejoras en la administración de las elecciones. La agencia de noticias Xinhua informó de que observadores de la República Popular China, responsable en la supervisión de veinticinco centros de votación en Astaná, encontraron que el voto en las urnas se llevó a cabo de forma «transparente y justa»; estas declaraciones sin embargo son tomadas con cautela en Occidente, considerando que la República Popular China es un aliado estratégico de Kazajistán.
El 17 de agosto de 2007, las elecciones a la cámara baja del parlamento se llevaron a cabo con una coalición liderada por el partido gobernante Nur Otan, que incluyó el Partido Asar, el Partido Civil de Kazajistán y el Partido Agrario. El Nur Otan ganó todos los escaños con 88,05 % de los votos. Ninguno de los partidos de la oposición ha alcanzado el 7 % de nivel de referencia de los asientos. Esto ha llevado a algunos de los medios de comunicación locales a cuestionar la competencia y el carisma de los líderes de los partidos de oposición. Los partidos de oposición hicieron acusaciones acerca de graves irregularidades en las elecciones.

### Presidencia de Kazajistán de la OSCE
En enero de 2010 Kazajistán asumió la presidencia de la Organización para la Seguridad y la Cooperación en Europa (OSCE), la mayor organización de seguridad regional, que conecta cincuenta y seis países de Europa, Norteamérica y Asia. Kazajistán se convirtió en el primer Estado postsoviético, en su mayoría de Asia y el estado musulmán que ha dirigido la organización.

### Derechos humanos
En materia de derechos humanos, respecto a la pertenencia a los siete organismos de la Carta Internacional de Derechos Humanos, que incluyen al Comité de Derechos Humanos (HRC), Kazajistán ha firmado o ratificado:
| Kazajistán | Tratados internacionales | Tratados internacionales | Tratados internacionales | Tratados internacionales | Tratados internacionales  | Tratados internacionales | Tratados internacionales | Tratados internacionales | Tratados internacionales | Tratados internacionales | Tratados internacionales | Tratados internacionales | Tratados internacionales    | Tratados internacionales | Tratados internacionales | Tratados internacionales  | Tratados internacionales    | Tratados internacionales    |
| --- | ------------------------ | ------------------------ | ------------------------ | ------------------------ | ------------------------- | --- | ------------------------ | --- | ------------------------ | --- | ------------------------ | ------------------------ | --------------------------- | ------------------------ | ------------------------ | ------------------------- | --------------------------- | --------------------------- |
| Kazajistán | CESCR                    | CESCR                    | CCPR                     | CCPR                     | CCPR                      | CERD | CED                      | CEDAW | CEDAW                    | CAT | CAT                      | CRC                      | CRC                         | CRC                      | CRC                      | MWC                       | CRPD                        | CRPD                        |
| Kazajistán | CESCR                    | CESCR-OP                 | CCPR                     | CCPR-OP1                 | CCPR-OP2-DP               | CERD | CED                      | CEDAW | CEDAW-OP                 | CAT | CAT-OP                   | CRC                      | CRC-OP-AC                   | CRC-OP-SC                | CRC-OP-CP                | MWC                       | CRPD                        | CRPD-OP                     |
| Pertenencia | Firmado y ratificado.    | Firmado y ratificado.    | Firmado y ratificado.    | Firmado y ratificado.    | Ni firmado ni ratificado. | Kazajistán ha reconocido la competencia de recibir y procesar comunicaciones individuales por parte de los órganos competentes. | Sin información.         | Kazajistán ha reconocido la competencia de recibir y procesar comunicaciones individuales por parte de los órganos competentes. | Firmado y ratificado.    | Kazajistán ha reconocido la competencia de recibir y procesar comunicaciones individuales por parte de los órganos competentes. | Sin información.         | Firmado y ratificado.    | Firmado pero no ratificado. | Firmado y ratificado.    | Sin información.         | Ni firmado ni ratificado. | Firmado pero no ratificado. | Firmado pero no ratificado. |
| Firmado y ratificado, firmado, pero no ratificado, ni firmado ni ratificado, sin información, ha accedido a firmar y ratificar el órgano en cuestión, pero también reconoce la competencia de recibir y procesar comunicaciones individuales por parte de los órganos competentes. |                          |                          |                          |                          |                           | |                          | |                          | |                          |                          |                             |                          |                          |                           |                             |                             |

### Relaciones exteriores
Kazajistán tiene una relación estable con todos sus vecinos. Es miembro de la Organización de Naciones Unidas, Organización para la Seguridad y la Cooperación en Europa, la Asociación Euroatlántica, el Consejo Turco y la Organización de la Conferencia Islámica (OCI). Es un participante activo en el programa Asociación para la Paz de la Organización del Tratado del Atlántico Norte.

Ministerio de Relaciones Exteriores de Kazajistán

Kazajistán también es miembro de la Comunidad de Estados Independientes, la Organización de Cooperación Económica y la Organización de Cooperación de Shanghái. Las naciones de Kazajistán, Rusia, Bielorrusia, Kirguistán y Tayikistán establecieron la Comunidad Económica Eurasiática en el año 2000 para revitalizar los esfuerzos anteriores a la armonización de los aranceles comerciales y la creación de una zona de libre comercio en una unión aduanera. El 1 de diciembre de 2007, se reveló que Kazajistán había sido elegido para presidir la OSCE para el año 2010.
Desde su independencia en 1991, Kazajistán ha llevado a cabo lo que se conoce como la «política exterior multivectorial» (kazajo: көпвекторлы сыртқы саясат (köpvektorly syrtqy saiasat); ruso: многовекторная внешняя политика (mnogovéktornaya vnéshnyaya polítika)), buscando igualmente buenas relaciones con los dos grandes vecinos, Rusia y China, y los Estados Unidos y Occidente en general. La política ha dado resultados en el sector del petróleo y del gas natural, donde las empresas de los EE. UU., Rusia, China y Europa están presentes en todos los campos principales, y en las direcciones multidimensionales de oleoductos para la exportación de petróleo de Kazajistán. El país también goza de una política fuerte y rápida de relaciones económicas con Turquía. Kazajistán estableció una unión aduanera con Rusia y Bielorrusia, que pretende transformarse en un espacio económico común.
En particular las relaciones exteriores con España son muy fructíferas y le sirven como puerta de ingreso económica con la Unión Europea.
Rusia arrienda actualmente alrededor de 6000 km² de territorio kazajo,[cita requerida] donde se ubica el cosmódromo de Baikonur, un área de lanzamiento en el centro-sur de Kazajistán, donde el hombre se puso en marcha hacia el espacio por primera vez, así como el transbordador espacial soviético Burán y el más conocido de la estación espacial Mir.

### Fuerzas armadas

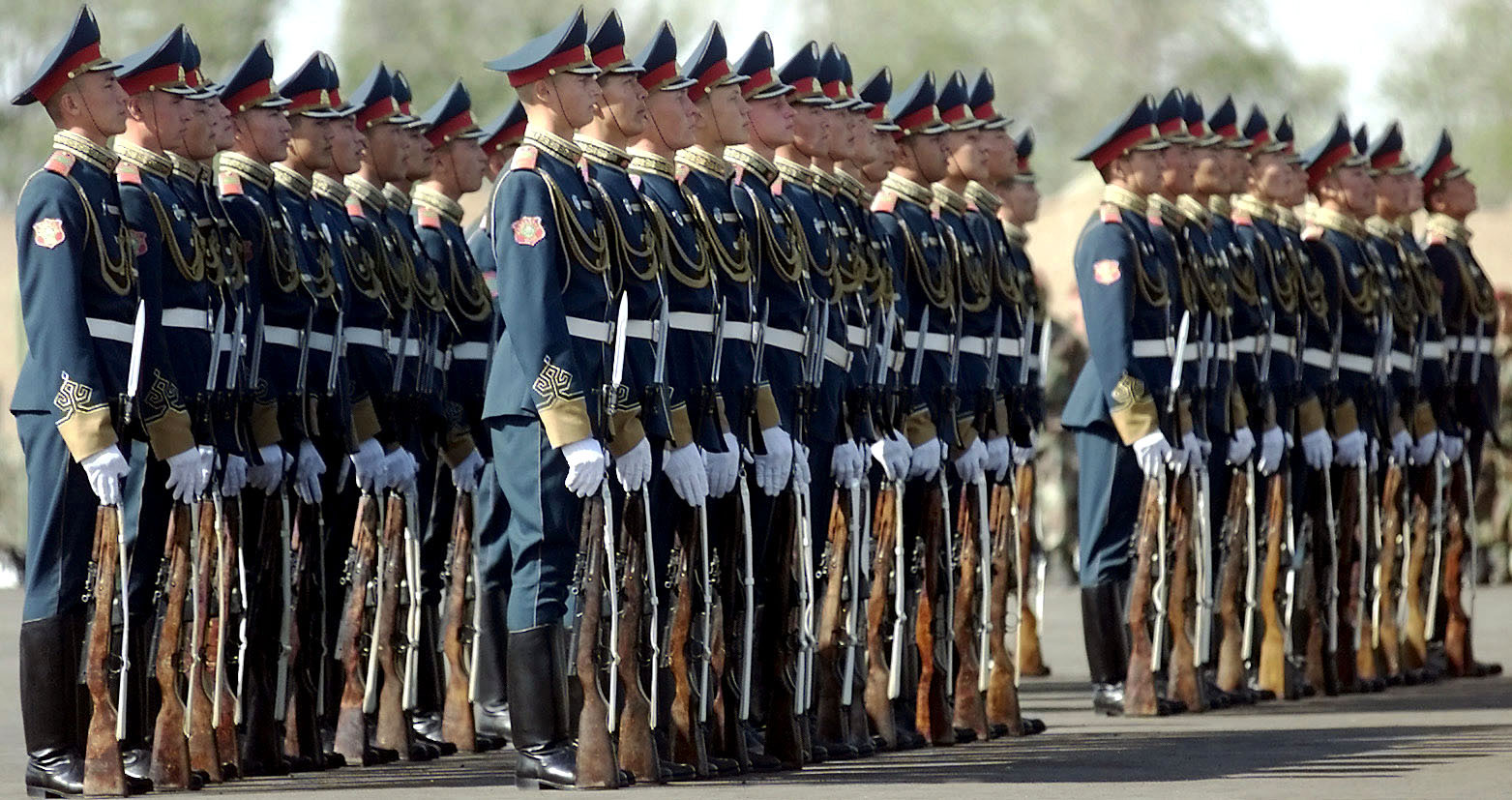
Guardia republicana de Kazajistán.

La mayor parte de las fuerzas armadas de Kazajistán fueron heredadas de la Fuerza Armada Soviética y del distrito militar del Turquestán. Estas unidades se convirtieron en el núcleo del nuevo Ejército de Kazajistán, que adquirió la totalidad de las unidades de la 40.ª División del ejército (la antigua 32.ª División) y parte del XVII Cuerpo de Ejército, incluida la fuerza de la 6.ª División de tierra, bases de almacenamiento, las brigadas aéreas 35.ª y 14.ª, dos brigadas de cohete, dos regimientos de artillería y una gran cantidad de equipos que se habían retirado de los Urales después de la firma del Tratado sobre Fuerzas Armadas Convencionales en Europa. La mayor expansión del Ejército de Kazajistán se ha centrado en unidades blindadas en los últimos años. Desde 1990, las unidades blindadas se han ampliado de 500 a 1613 en 2005.
La fuerza aérea de Kazajistán se compone sobre todo de aviones de la era soviética, entre ellos 41 MiG-29, 44 MiG-31, 37 Su-24 y 60 Su-27. Una pequeña fuerza naval también se mantiene en el mar Caspio. Kazajistán envió cuarenta y nueve ingenieros militares a Irak para ayudar en la posguerra a la misión de Estados Unidos en ese país.

## Organización político-administrativa
Kazajistán está formado por 17 regiones (oblystar; en singular: oblys) y tres ciudades (qala; en singular: qalasy). A su vez los oblystar se dividen en distritos (аудандар «Audandar»):
|    |                          |             |            |                        |                     |  |
|    | Oblystar                 | Capital     | Área (km²) | Población (censo 2009) | Dens.Pob. (hab/km²) |  |
| 6  | Akmolá                   | Kokshetau   | 146 219    | 737 495                | 5                   |  |
| 3  | Aktobé                   | Aktobé      | 300 629    | 757 768                | 2,5                 |  |
| 17 | —                        | Almatý      | 319        | 1 365 632              | 4281                |  |
| 14 | Almatý                   | Taldykorgan | 223 924    | 1 603 200              | 7,2                 |  |
| 15 | —                        | Nur-sultán  | 710        | 613 006                | 863                 |  |
| 2  | Atyrau                   | Atirau      | 118 631    | 510 377                | 4,3                 |  |
| 16 | —                        | Baikonur    | 57         | 36 175                 | 635                 |  |
| 10 | Karagandá                | Karagandá   | 427 982    | 1 341 700              | 3,1                 |  |
| 12 | Turkestán                | Shymkent    | 117 249    | 2 469 357              | 21                  |  |
| 1  | Kazajistán Occidental    | Oral        | 151 339    | 598 880                | 3,9                 |  |
| 11 | Kazajistán Oriental      | Oskemen     | 283 226    | 1 396 593              | 4,9                 |  |
| 5  | Kazajistán Septentrional | Petropavl   | 97 993     | 596 535                | 6,1                 |  |
| 4  | Kostanái                 | Kostanay    | 196 001    | 885 570                | 4,5                 |  |
| 9  | Kyzylorda                | Kyzylorda   | 226 019    | 678 794                | 3                   |  |
| 8  | Mangystau                | Aktau       | 165 642    | 485 392                | 2,9                 |  |
| 7  | Pavlodar                 | Pavlodar    | 124 800    | 742 475                | 5,9                 |  |
| 13 | Jambyl                   | Taraz       | 144 264    | 1 022 129              | 7,1                 |  |

Las ciudades de Shymkent, Alma Ata y Astaná tienen la condición de la importancia del Estado y no se refieren a cualquier provincia. Baikonur tiene un estatus especial, ya que actualmente está siendo alquilado a Rusia con el cosmódromo de Baikonur hasta el año 2050. Cada provincia está dirigida por un Akim (gobernador provincial), designado por el presidente. Los gobernadores distritales son nombrados por los Akim de cada provincia. El gobierno de Kazajistán trasladó su capital desde Almatý a Astaná, el 10 de diciembre de 1997.

## Geografía

Mapa de Kazajistán.

Con una superficie de 2 724 900 km², Kazajistán es el noveno país más grande y el más grande del mundo sin litoral. Es equivalente al tamaño de la Argentina continental. En el período soviético, Kazajistán entregó parte de su territorio a China (el llamado Turquestán Oriental) y algunas zonas a Uzbekistán (llamada Karakalpakia). Comparte 7644 kilómetros de fronteras con Rusia, 2330 kilómetros con Uzbekistán, 1765 kilómetros con China, 1212 kilómetros con Kirguistán y 413 kilómetros con Turkmenistán.
Las principales ciudades son: Astaná, Alma Ata, Karagandá, Shymkent, Atyrau, Kyzylorda y Öskemen. Se encuentra entre las latitudes 40.º y 56 ° N y longitudes 46.º y 88 ° E. Si bien está ubicado principalmente en Asia, una pequeña porción de Kazajistán también se encuentra al oeste de los Urales, en el este de Europa.

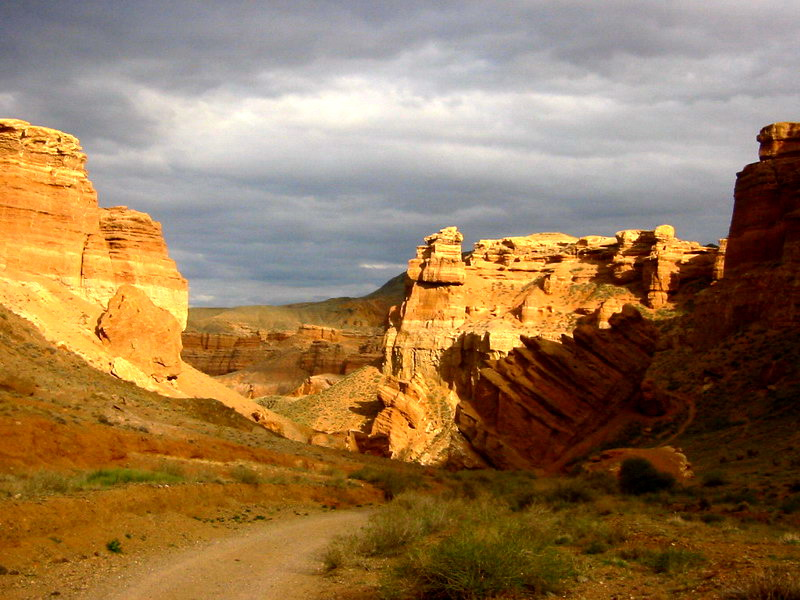
El Cañón Sharyn

El territorio kazajo se extiende desde el mar Caspio al oeste a los montes Altái al este y desde las llanuras de Siberia Occidental al norte hasta los oasis y desiertos de Asia Central al sur. La estepa de Kazajistán, con una superficie de alrededor de 804 500 km², ocupa un tercio del país y es la más grande del mundo. Se caracteriza por grandes extensiones de pastizales y zonas arenosas. Los ríos y lagos más importantes del país son: el mar de Aral, el río Ili, el río Irtysh, el río Ishim, el río Ural, el Syr Darya, el río Charyn, el lago Baljash y el lago Zaysan.

### Clima
El clima es continental, con veranos cálidos e inviernos fríos. Las precipitaciones varían entre las zonas áridas y las semiáridas.
El cañón Charyn tiene de 150 a 300 m de profundidad y 80 km de largo, atraviesa la roja piedra arenisca de la meseta y se extiende a lo largo del desfiladero del río Charyn en el norte de Tian Shan («Montañas Celestiales», 200 km al este de Almatý) en 43 ° 21'1 16" N 79 ° 4'49 28" E. La inaccesibilidad del cañón creó un refugio seguro para una especie rara de fresno que sobrevivió a la Edad de Hielo y actualmente se cultiva también en otras áreas. El cráter Bigach es un cráter de impacto de un asteroide de 8 km de diámetro, que se estima data del Plioceno o Mioceno, de hace cinco a tres millones de años.Un ejemplo de las diferencias de temperatura lo encontramos en la ciudad de Ushtobe donde se alcanzan mínimas de -25 y máximas de 45 grados.

### Relieve

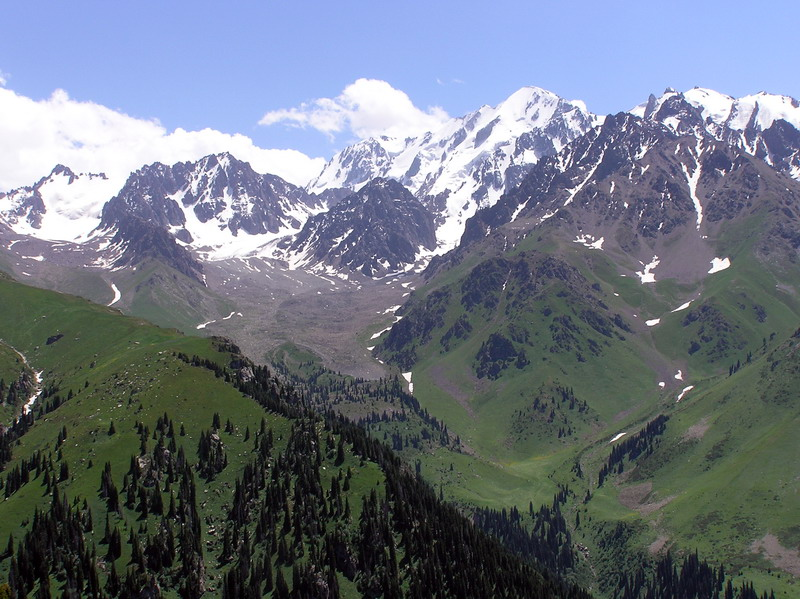
El pico Talgar se eleva hasta 4978 metros

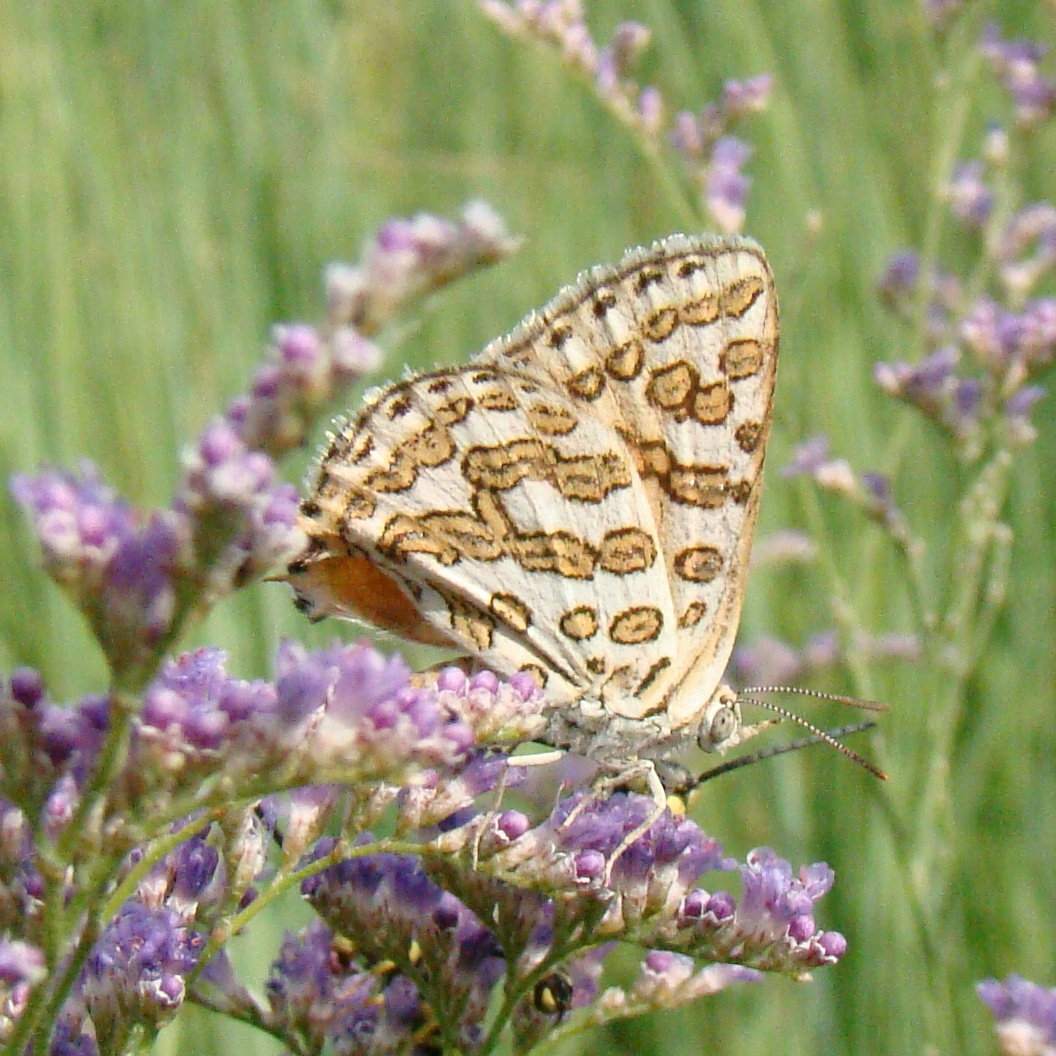
Mariposa Cigaritis epargyros en Baikonur

El relieve de Kazajistán es muy variado, aunque la mayor parte del territorio está formado por llanuras, montañas bajas y colinas. El oeste del país está dominado por la depresión del Caspio, una zona mayoritariamente pantanosa por debajo del nivel del mar que se funde con la Meseta de Ustyurt al este. Al oeste de esta meseta, en la península de Mangghystau, se encuentra el punto más bajo de Kazajistán, la depresión de Karagiye (132 m por debajo del nivel del mar).
Desde el este, la depresión del Caspio limita con las estribaciones meridionales de los montes Urales, los montes Mugodzhar, que se elevan hasta los 656 m. Más al sureste, alrededor del mar de Aral, se encuentra la depresión de Turania, que también incluye los mayores desiertos del país, el Kysylkum y el Aralkum. En el centro de Kazajistán se encuentra el Umbral de Kazajistán (Saryarka en kazajo), una zona caracterizada por estepas y semidesiertos con muchas montañas y cordilleras de tamaño medio (entre 500 y 1547 m) como el Ulutau, el Kökschetau o el Karkaraly. En el noroeste, el Umbral Kazajo limita con la meseta de Turgai y en el norte con la llanura de Siberia Occidental. En estas regiones, el paisaje se caracteriza por estepas fértiles y estepas forestales con muchos lagos y ríos. Al este de la república se encuentran las cordilleras cubiertas de bosques del Altái, con la montaña más alta de la región, Beluja (4506 m), que separa Siberia de los desiertos de Asia Central.
Al sur del Umbral Kazajo se encuentra la estepa del Hambre (Betpak-Dala en kazajo). Aún más al sur de esta estepa y del lago Balchash se encuentra un cinturón de desiertos, Mujunkum, y el históricamente fértil País de los Siete Ríos. En el mismo sur de Kazajistán, en la frontera con China y Kirguistán, se encuentran altas montañas como el Jungar Alatau, el Qaratau y, sobre todo, el Tian Shan (montañas celestiales en chino); esta última es una de las cordilleras más altas del planeta. Las montañas, cubiertas en parte por bosques y sobre todo por glaciares, alcanzan los 7439 m en el vecino Kirguistán. La montaña más alta de Kazajistán es el Khan Tengri (7010 m), situado en el extremo sureste.

### Flora y fauna
Debido a su tamaño y a su expansión a través de muchas zonas naturales, Kazajistán cuenta con una variedad muy rica de flora y fauna. Los diversos recursos naturales están protegidos en 16 parques nacionales y reservas naturales kazajas.
En el norte, donde predominan las estepas y las estepas-bosques, que representan el 28,5 % de la superficie de Kazajistán, crecen muchas plantas de cereales y hierbas; las plumas son especialmente comunes en las estepas. También se encuentran muchas plantas útiles desde el punto de vista medicinal, como el adonis (Adonis), la hierba de San Juan (Hypericum) y la valeriana (Valeriana). El ajenjo es muy común. En las «islas» del bosque crecen abedules, álamos temblones, sauces y grosellas; más al oeste, abetos; hacia el oeste, robles y tilos. Hay muchas bayas en los bosques. Los habitantes típicos de esta zona son roedores como la ardilla, las marmotas, los ratones saltarines y las ardillas. Pero también hay muchas liebres, armiños, tejones, lobos y zorros. En los bosques hay algunos jabalíes, wapitis y corzos, y en la estepa el raro y protegido antílope saiga. Las aves son especialmente abundantes, incluidas las acuáticas, ya que hay más de 1500 lagos en esta región, entre ellas cisnes, águilas, avutardas (son las aves más grandes de Kazajistán, con un peso de hasta 16 kilos), buitres, grullas, garzas, patos, gansos, urogallos, pájaros carpinteros, alondras y muchas otras.

Los semidesiertos cubren el 14 % del territorio. Aquí se encuentra una riqueza de especies mucho menor que en las estepas. El ajenjo, la manzanilla y la hierba de las plumas son particularmente comunes. También se pueden encontrar aquí conejos, topos y ratones saltarines, y a menudo se encuentran lobos y zorros de Korsak, y con menos frecuencia saigas y gacelas. Hay muchas especies de lagartos y serpientes.

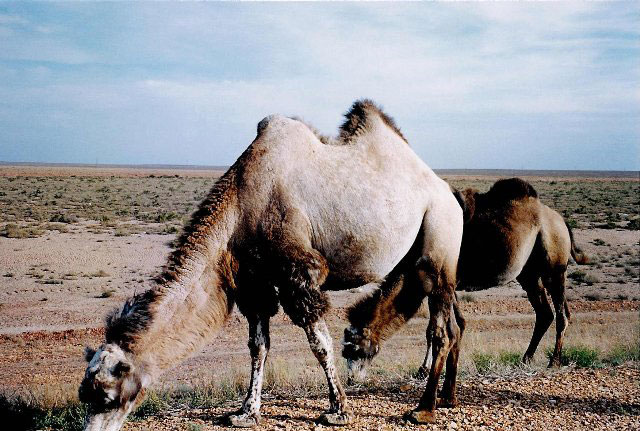
Un grupo de Camellos en Kazajistán

Los desiertos son el hábitat natural más extendido en Kazajistán. Aquí solo crecen plantas secas, de pequeño tamaño y con raíces largas. La juncia, la hierba de las plumas del desierto y el ajenjo son los más comunes. En verano, la mayoría de las plantas se queman al sol. Son muy comunes los arbustos, especialmente el saxo. Los animales grandes son raros en el desierto. Más comunes son los ungulados, como las gacelas o saigas, o los jabalíes que viven cerca de las fuentes de agua. Más raros aún son los lobos y los gatos de caña.
Los asnos salvajes asiáticos se encuentran, por ejemplo, en el parque nacional de Altyn-Emel y en la Reserva Natural de Barsa Kelmes. En algunos bosques fluviales de las zonas áridas se encuentra el ciervo de Buchara, en peligro de extinción, que fue la principal presa del extinto tigre del Caspio.
Los animales más pequeños, como los erizos, las tortugas o los ratones saltarines, pueden adaptarse mejor a las condiciones extremas. Los reptiles, como varias agamas y algunas especies de serpientes, están muy extendidos en el desierto; en total, se encuentran en Kazajistán entre 50 y 60 especies diferentes de reptiles. Los escorpiones también forman parte de la fauna que vive en Kazajistán.
En las enormes montañas del Tian-Shan, cubiertas en su mayor parte por bosques de abetos, todavía se puede encontrar el leopardo de las nieves, uno de los símbolos nacionales de Kazajistán. Sin embargo, las poblaciones estables de este felino solo se encuentran en las reservas naturales de Aksu-Jabagly y Alma Ata. El lince también está muy extendido y hay numerosos osos en el Altái. Más al sur, se encuentra el oso pardo de Tienshan. Ambas montañas albergan también íbices siberianos y ovejas salvajes gigantes. Las ovejas salvajes esteparias viven en las estepas montañosas del suroeste.

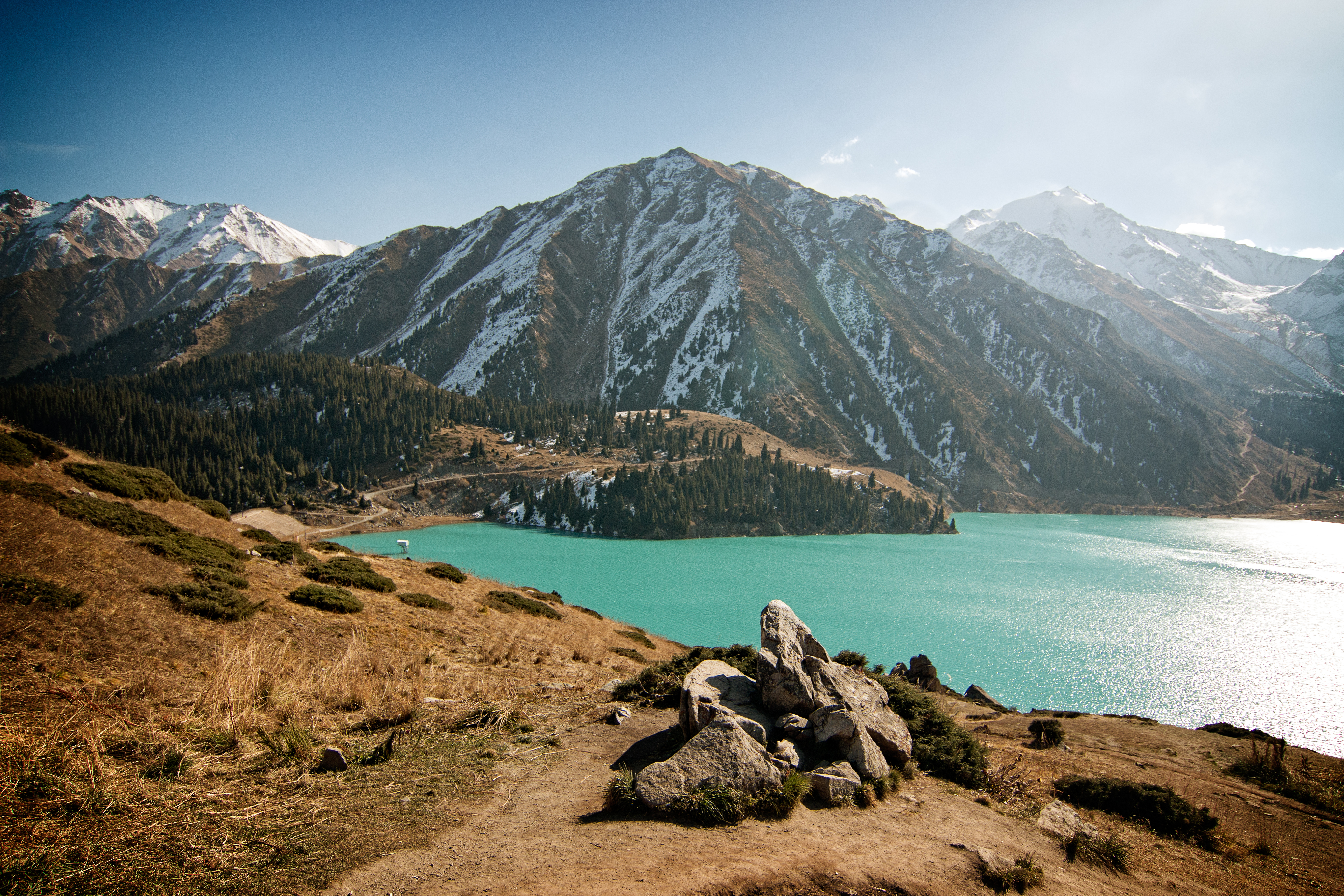
Un lago en la provincia de Almaty.

Gracias a la conexión del océano Ártico con el mar Caspio antes de la última era glacial, todavía hoy se pueden encontrar grandes colonias de focas en el mar Caspio. La foca del Caspio es la única especie de foca interior, aparte de la foca del Baikal.

### Hidrografía
En Kazajistán hay algunos ríos importantes que son navegables. Todos ellos fluyen en las regiones periféricas del país, mientras que en la parte central hay casi exclusivamente ríos esteparios sin desagüe que suelen secarse en pleno verano.
Los ríos más largos de Kazajistán son el Irtysh (4473 kilómetros, de los cuales 1700 están en Kazajistán), el Syrdarja (2212/1400 kilómetros), el Shayyq (Ural ruso y alemán) (2428/1100 kilómetros) y el Ili (1001/815 kilómetros). Otros ríos importantes son el Ishim, el Tobol, el Emba, el Sarysu (el río estepario más largo), el Chüi y el Nura. El Irtysh y el Nura están conectados por el canal más importante del país: el canal Irtysh-Qaraghandy (500 kilómetros).
Kazajistán es rico en lagos, especialmente en el norte del país. Hay unos 48 000 lagos grandes y pequeños en todo el país, la mayoría de los cuales son lagos salados. El mayor lago de Kazajistán es el mar Caspio, que cubre unos 371 000 km²; Kazajistán ocupa aproximadamente una cuarta parte de su superficie. El lago cuenta con ricas reservas naturales, por ejemplo en forma de peces; la foca del Caspio, especie protegida, también vive aquí.

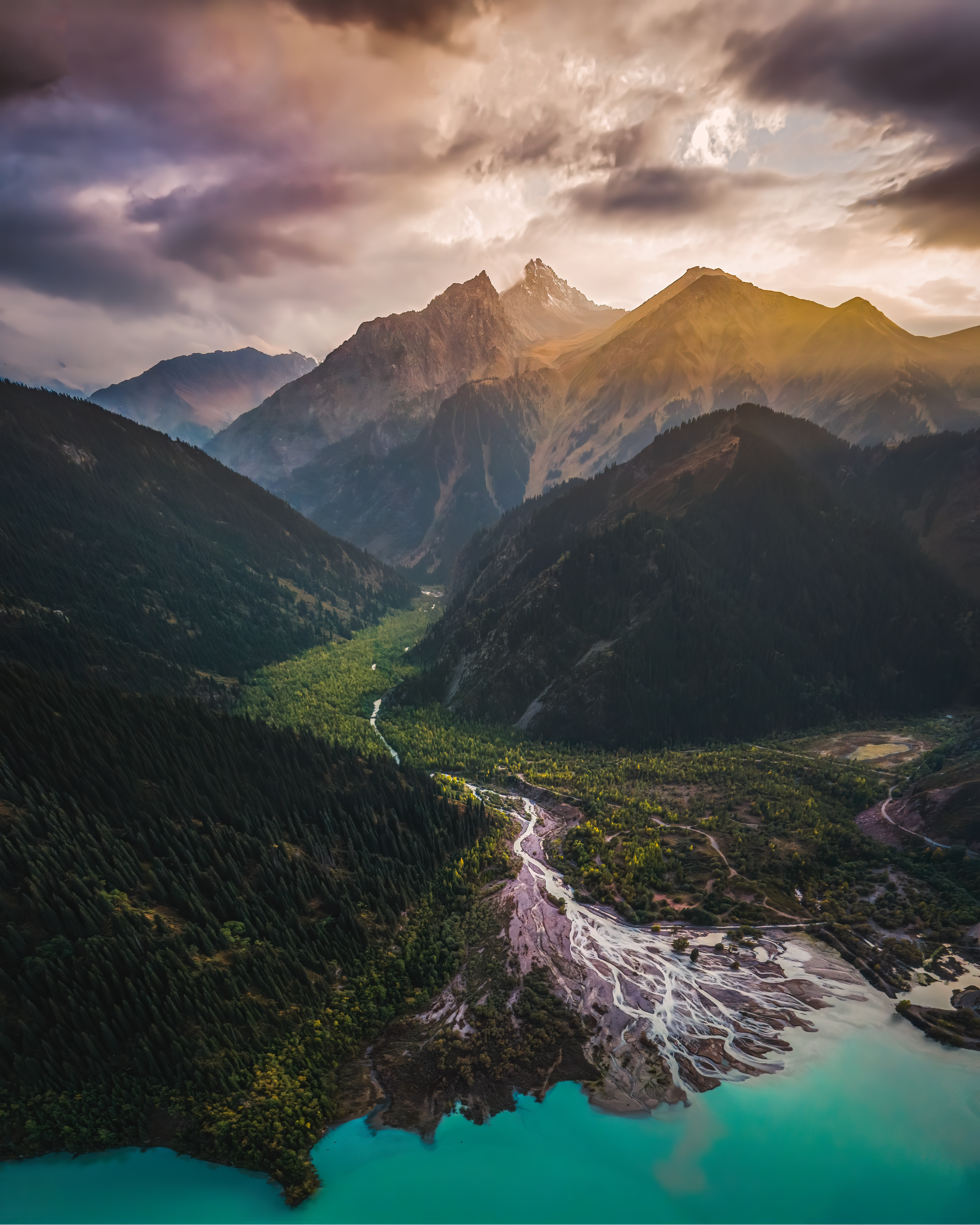
Río Issyk.

El segundo lago más grande es el Mar de Aral, que está en peligro de secarse. Este proceso se lleva a cabo desde 1975 y ya ha causado daños duraderos a las personas y a la naturaleza. También se atribuye al hecho de que Uzbekistán vertió grandes cantidades de agua para el cultivo del algodón durante años. Mientras tanto, el lago se ha dividido en tres partes. Por lo que se sabe, la reducción de la superficie del agua ha disminuido considerablemente en los últimos años.
El Lago Baljash es también uno de los más importantes del mundo. Tiene 18 428 km² y 620 kilómetros de longitud. Pertenece en su totalidad a Kazajistán. Una de las particularidades del lago Balchash es que es el único lago del mundo que está formado por mitad de agua dulce y mitad de agua salada.
El lago Saissan, de gran riqueza natural, está situado en las montañas de Altái. Otros lagos más grandes de Kazajistán son el lago Siletiniz en el norte, los lagos Tengiz y Karakoyn en el centro y el lago Alakol en el sureste del país. Los magníficos lagos de Burabai (Borovoye) y Markakol son importantes para el turismo.
Los mayores embalses son Qapshaghai, Buchtarma y Shardara.

## Economía
| Exportaciones a | Exportaciones a | Importaciones de | Importaciones de |
| País            | Porcentaje      | País             | Porcentaje       |
| --------------- | --------------- | ---------------- | ---------------- |
| Rusia           | 19,5 %          | Rusia            | 48,7 %           |
| China           | 7,3 %           | Alemania         | 6,6 %            |
| Alemania        | 6,2 %           | Estados Unidos   | 5,5 %            |
| Otros           | 66 %            | Otros            | 39,2 %           |

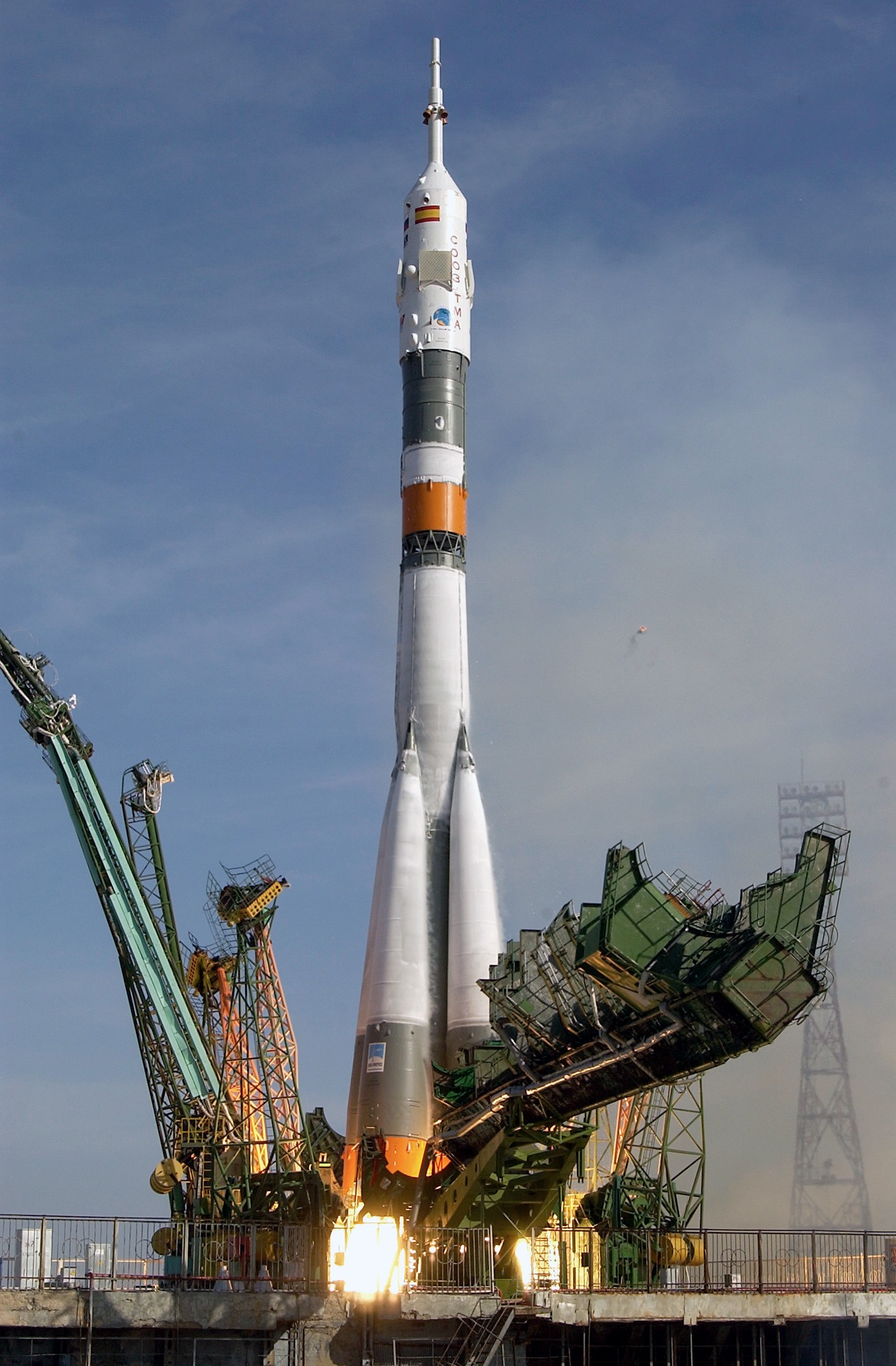
El Cosmódromo de Baikonur es la más antigua central de lanzamientos al espacio.

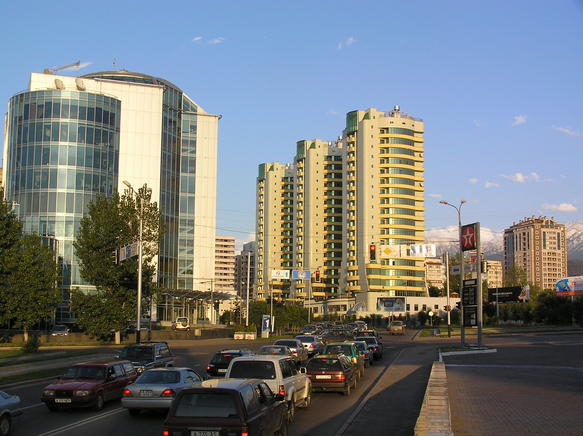
Almatý, la ciudad más grande en Kazajistán.

Las principales fuentes de ingreso de Kazajistán son la industria petroquímica, la minería, el turismo, el trigo, los textiles y el ganado.
Estudios afirman que Kazajistán se ha gastado una media de 14,5 millones de euros en hoteles y establecimientos de lujo, recibiendo así quejas de muchísimos ciudadanos de clase media baja, quienes reclaman más ayudas y menos construcciones.
Desde el año 2002, en Kazajistán se ha tratado de abordar las fuertes entradas de divisas sin provocar inflación. A pesar de que la inflación no ha sido objeto de un control estricto, se registró un 6,6 % en 2002, 6,8 % en 2003 y 6,4 % en 2004.
En 2000, Kazajistán se convirtió en la primera de las antiguas repúblicas soviéticas en pagar toda su deuda con el Fondo Monetario Internacional (FMI), siete años antes de lo previsto. En marzo de 2002, el Departamento de Comercio de Estados Unidos reconoció a Kazajistán como país con economía de mercado.
Este cambio en el estado reconoció sustantivas reformas de economía de mercado en los ámbitos de la convertibilidad de la moneda, la determinación del salario, la apertura a la inversión extranjera y el control gubernamental sobre los medios de producción y asignación de recursos. En septiembre de 2002, Kazajistán se convirtió en el primer país de la CEI para recibir un grado de inversión de calificación crediticia de una de las principales agencias de calificación crediticia internacional. A finales de diciembre de 2003, la deuda externa bruta de Kazajistán fue de aproximadamente 22 900 millones de dólares. La deuda gubernamental total fue de 4200 millones de dólares, un 14 % del PIB. Se ha producido una notable reducción en la proporción de la deuda con el PIB. La proporción de la deuda gubernamental total y el PIB en el año 2000 fue de 21,7 %, en 2001, fue de 17,5 %, y en 2002, fue de 15,4 %.

Edificios de Oficinas en Astana

El crecimiento económico, combinado con las primeras reformas del sector financiero y fiscal, ha mejorado las finanzas públicas a partir de 1999, cuando el déficit presupuestario, de un nivel de 3,5 % del PIB, pasó a un déficit del 1,2 % del PIB en 2003. Los ingresos del Gobierno aumentaron del 19,8 % del PIB en 1999 al 22,6 % en 2001, pero disminuyeron al 16,2 % en 2003. En 2000, Kazajistán adoptó un nuevo código tributario, en un esfuerzo para consolidar estos logros.
El 29 de noviembre de 2003, la Ley de Modificaciones a Código Tributario fue aprobada, lo que redujo las tasas impositivas. El impuesto al valor agregado (IVA) se redujo de 16 % a 15 %, el impuesto social, del 21 % al 20 %, y el impuesto sobre la renta personal, del 30 % al 20 %. El 7 de julio de 2006, el impuesto sobre la renta personal se redujo aún más a un tipo fijo del 5 % para los ingresos personales en forma de dividendos y el 10 % de los ingresos personales. Kazajistán impulsó sus reformas mediante la adopción de una nueva ley de tierras el 20 de junio de 2003 y un nuevo código aduanero el 5 de abril de 2003.
La energía es el sector económico principal del país. La producción de petróleo crudo y de gas natural condensado de las cuencas petrolíferas kazajas ascendió a 51,2 millones de toneladas en 2003, un 8,6 % más que en 2002. Aumentó las exportaciones de petróleo y gas condensado hasta los 44,3 millones de toneladas en 2003, un 13 % más que en 2002. La producción de gas en 2003 ascendió a 13,9 millones de metros cúbicos, un 22,7 % más que en 2002 e incluyó la producción de 7,3 millones de metros cúbicos de gas natural.

Desarrollo del PIB per cápita de los países de Asia Central.

Kazajistán tiene cerca de 4 millones de toneladas de reservas probadas de petróleo recuperable y 2000 kilómetros cúbicos (480 km cúbicos) de gas. De acuerdo con analistas de la industria, la expansión de la producción petrolera y el desarrollo de nuevos campos que permitan al país producir hasta 3 millones de barriles (477 000 m³) por día en 2015, y Kazajistán, estaría entre los 10 primeros países productores de petróleo en el mundo. Las exportaciones de petróleo de Kazajistán en 2003 alcanzaron un valor de más de siete mil millones de dólares, lo que representa el 65 % de las exportaciones totales y el 24 % del PIB. y el gasóleo Principales y de reembolso las reservas de petróleo son Tengiz con 7 mil millones de barriles (1,1 km³); Karachaganak con 8 mil millones de barriles (1,3 km³) y 1350 km³ de gas natural, y Kashagán con 7 a 9 mil millones de barriles (1,1 a 1,4 km³).
Kazajistán estableció un ambicioso programa de reforma de pensiones en 1998. Al 1 de enero de 2005, los activos de los fondos de pensiones fueron de unos $ 4,1 mil millones. Hay 16 fondos de pensiones de ahorro en el país. El único fondo estatal fue privatizado en 2006. El país cuenta con una agencia unificada de regulación financiera que supervisa y regula los fondos de pensiones. La creciente demanda de los fondos de pensiones para los medios de inversión de calidad, provocó el rápido desarrollo de la deuda de valores de mercado. Los fondos de pensiones invierten casi exclusivamente en las empresas y bonos del gobierno, incluyendo los eurobonos del gobierno de Kazajistán.
El sistema bancario de Kazajistán se está desarrollando rápidamente. El sistema de capitalización ya supera los mil millones de dólares. El Banco Nacional ha introducido el seguro de depósitos en su campaña para fortalecer el sector bancario. Varios bancos extranjeros grandes con sucursales en Kazajistán, incluyendo RBS, Citibank y HSBC. Kookmin y UniCredit han entrado recientemente en el mercado de servicios financieros de Kazajistán a través de adquisiciones y la participación en la construcción.
A pesar de la fortaleza de la economía de Kazajistán para la mayoría de la primera década del siglo XXI, la crisis financiera desde 2008 ha puesto de manifiesto algunas de las debilidades centrales en la economía del país. El crecimiento interanual del PIB de Kazajistán cayó 19,81 % en 2008. Cuatro de los principales bancos fueron rescatados por el gobierno a finales de 2008 y los precios inmobiliarios se han reducido drásticamente.

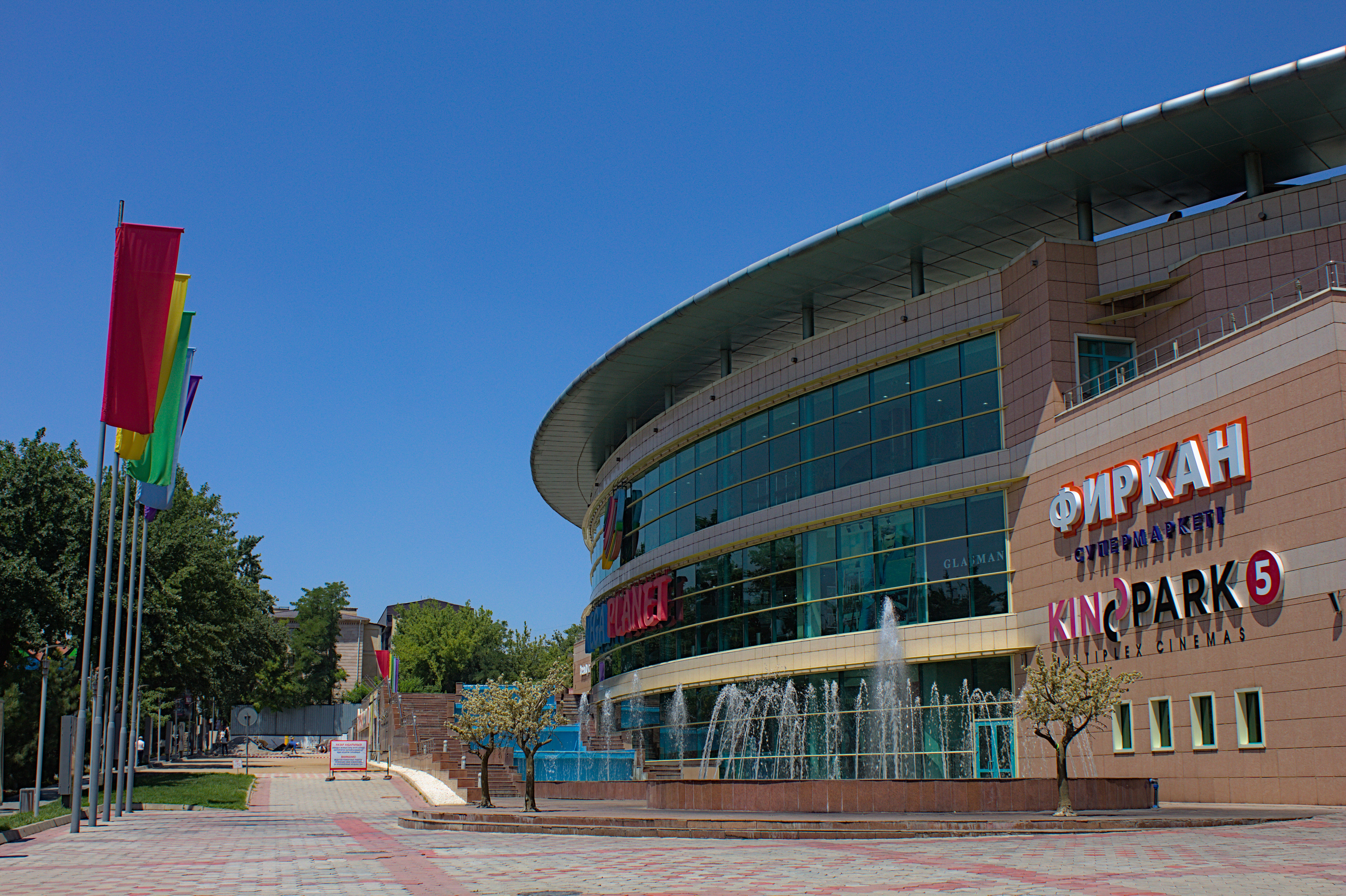
Un centro comercial en Kazajistán

De acuerdo con el Foro Económico Mundial 2010-11 en el Informe de Competitividad Global, Kazajistán ocupa el puesto 72 en el mundo en competitividad económica. Un año después, el Informe de Competitividad Global clasificó a Kazajistán en el puesto 50 en la mayoría de los mercados competitivos.
La economía de Kazajistán creció a un promedio del 8 % anual en la última década gracias a las exportaciones de hidrocarburos. A pesar de la persistente incertidumbre de la economía mundial, la economía de Kazajistán se ha mantenido estable. El crecimiento del PIB en enero-septiembre de 2013 fue del 5,7 %, según cálculos preliminares del Ministerio de Economía y Planificación Presupuestaria. La tasa de inflación general para 2014 se pronostica en un 7,4 %.
Kazajistán liberalizó su economía a principios de los años 90. Estas reformas también provocaron una burbuja inmobiliaria, con la construcción de muchos edificios de gran lujo, mientras la mayoría de la población vive en condiciones precarias. Las desigualdades se han desarrollado fuertemente: «Kazajstán es una cleptocracia con muy poca redistribución», afirma Marie Dumoulin, directora del programa Wider Europe del think tank European Council on Foreign Relations (EPFR). La gran precariedad que se desarrolla en las ciudades es una fuente importante de descontento. La desigualdad social fue una de las causas de las protestas en Kazajistán de 2022.
Según el Índice mundial de innovación, a cargo de la Organización Mundial de la Propiedad Intelectual, en 2024, Kazajistán se ubicó en lugar 78 en innovación entre 133 países del mundo; mientras que en 2023 ocupó el lugar 81 y el lugar 83 en 2022.

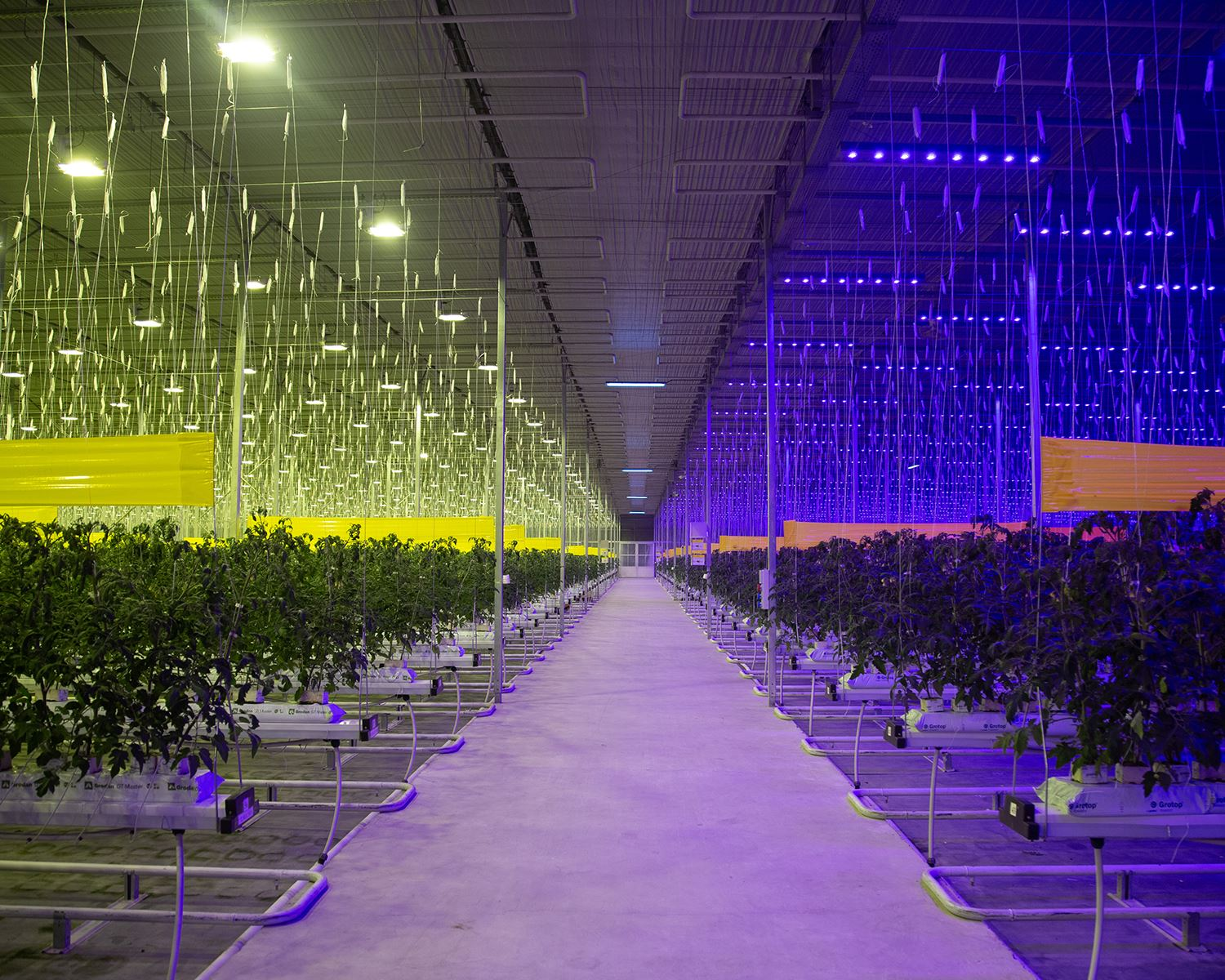
Cultivos bajo techo en Kazajistán

### Agricultura
La agricultura representó el 10,3 % del PIB de Kazajistán en 2005. La ganadería de Kazajistán se concentra principalmente en las regiones semidesérticas del sur del país y está orientada especialmente a la crianza de ganado ovino, especialmente de la raza karakul, que proporciona lanas y pieles de astracán.
Kazajistán se cree que es una de las regiones de origen de la manzana, en particular la variedad anterior a la Malus domestica, la Malus sieversii, que se conoce localmente como «alma». De hecho, la región de donde se cree que viene se llama Almatý, o «abundante en manzanas». Este árbol aún se encuentra en estado silvestre en las montañas de Asia Central, en el sur de Kazajistán, Kirguistán, Tayikistán y en Xinjiang, en la China.

### Minería
Kazajistán es considerada como una de las principales regiones mineras asiáticas. De su subsuelo se extrae carbón en Karagandá y Pavlodar; petróleo y gas natural en la cuenca del Emba, situado junto al mar Caspio. La explotación minera ha propiciado el desarrollo de un potente tejido industrial de siderurgia y la metalurgia, así como factorías mecánica, química, textil algodonera y alimentaria. Gracias a sus notables reservas es el mayor productor de uranio en el mundo. La extracción de hierro, manganeso y cobre es cuantiosa en la región centro-oriental, y de oro en una gran franja junto a la cuenca del Irtysh. El país posee, además, ingentes depósitos de cromo, níquel, cobalto, molibdeno, plomo, bauxita, y uranio.

### Recursos hídricos
En Kazajistán hay escasez de recursos hídricos. La disponibilidad de agua específica de Kazajistán es de 37 m³/km², es decir, 6000 m³ por persona al año. Un área grande de Kazajistán pertenece al interior de las cuencas de lagos sin salida al océano. Las precipitaciones son insignificantes, a excepción de las regiones montañosas.
El territorio de Kazajistán se puede dividir en ocho regiones de agua:
- Cuenca de gestión del agua Aral-Syr Daryá
- Administración del Agua Baljash-Alakol
- Cuenca del Irtysh
- Cuenca del Ural y el mar Caspio
- Gestión del Agua Ishimsky
- Administración del Agua Nur-Sarysu
- Cuenca Shu-Talas
- Cuenca Tobol-Turgái

Los recursos totales de agua de río ascienden a 101 km³, de los cuales 57 km³ se forman en el territorio de Kazajistán. El resto proviene de países vecinos: Rusia (8 km³), China (19 km³), Uzbekistán (15 km³) y Kirguistán (3 km³).

### Turismo

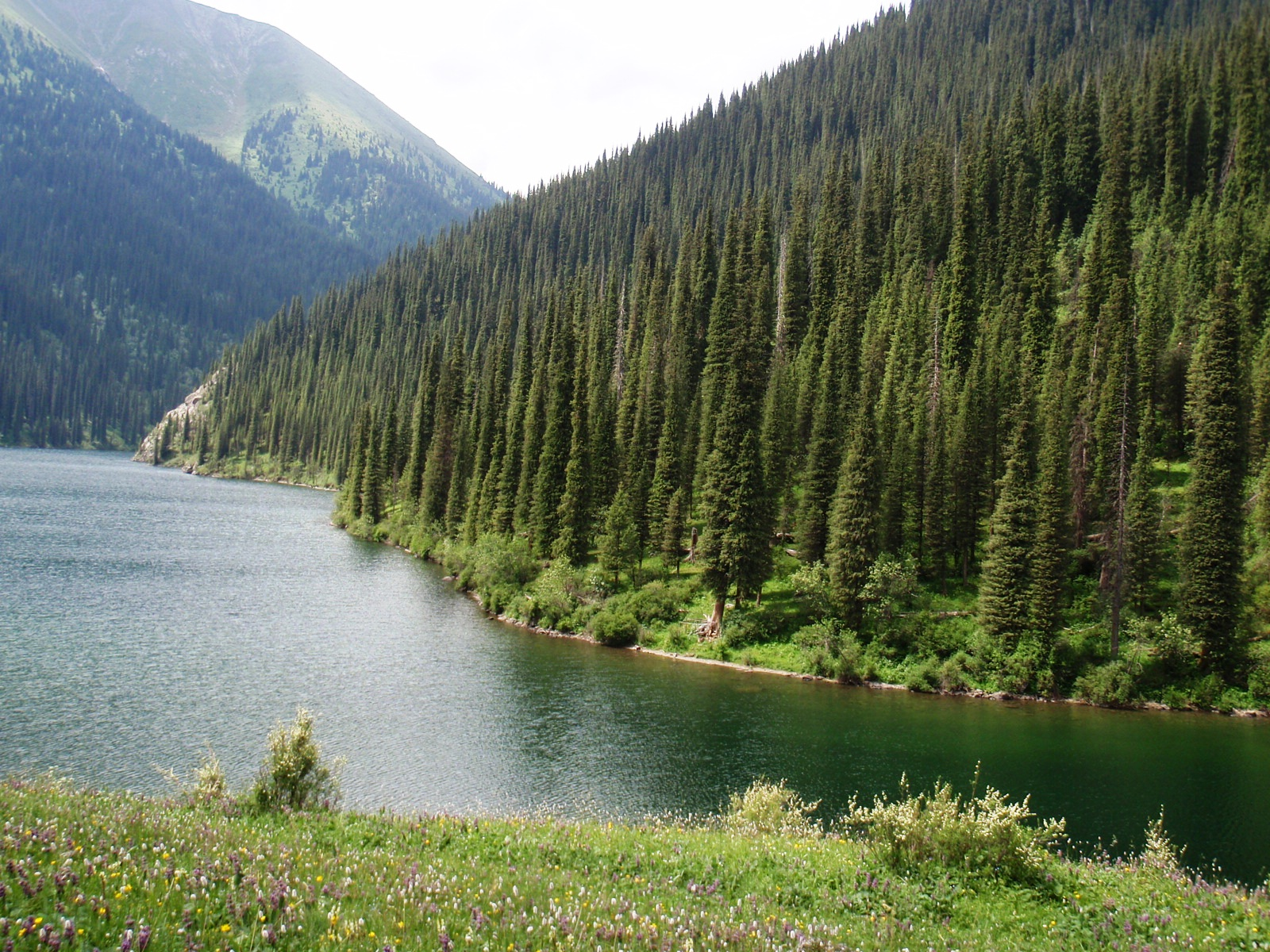
Paisaje en la provincia de Almaty

Kazajistán es el noveno país más grande por superficie y el mayor país sin litoral. Actualmente, el turismo no es un componente importante de la economía. En 2014, el turismo representaba el 0,3 % del PIB de Kazajistán, anterior al 2020, el gobierno tenía planes para aumentarlo al 3 %, hecho que fue imposible de lograr debido a la pandemia de COVID-19, logrando y superando tal plan hasta 2021, con el 6,2 %. Según el Informe de Competitividad de Viajes y Turismo 2017 del Foro Económico Mundial, el PIB de la industria de viajes y turismo en Kazajistán es de 3080 millones de dólares o el 1,6 % del PIB total. El FEM sitúa a Kazajistán en el puesto 80 en su informe de 2019. Kazajistán recibió 6,5 millones de turistas en 2016.
En 2017, Kazajistán ocupó el puesto 43 del mundo en cuanto a número de llegadas de turistas. En el año 2000, un total de 1,47 millones de turistas internacionales visitaron Kazajistán, cifra que aumentó a 4,81 millones en 2012. The Guardian describe el turismo en Kazajistán como «enormemente subdesarrollado», a pesar de los atractivos de los espectaculares paisajes montañosos, lacustres y desérticos del país. Se dice que los factores que dificultan el aumento de las visitas turísticas son los altos precios, las «infraestructuras deficientes», el «mal servicio» y las dificultades logísticas de los viajes en un país geográficamente enorme y subdesarrollado. Incluso para los locales, ir de vacaciones al extranjero puede costar solo la mitad del precio de unas vacaciones en Kazajistán.

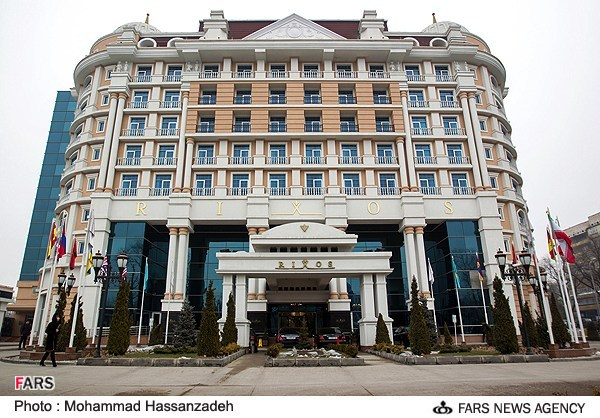
Hotel Rixos de Almaty.

El Gobierno kazajo, caracterizado durante mucho tiempo como autoritario y con un historial de abusos de los derechos humanos y de supresión de la oposición política, ha puesto en marcha una iniciativa denominada «Plan de Desarrollo de la Industria Turística 2020». Esta iniciativa pretende establecer cinco clusters turísticos en Kazajistán: La ciudad de Astaná, la ciudad de Alma Ata, las regiones de Kazajistán Oriental, Kazajistán Meridional y Kazajistán Occidental. También busca una inversión de 4000 millones de dólares y la creación de 300 000 nuevos puestos de trabajo en el sector turístico para 2020.
Kazajistán ofrece un régimen permanente de exención de visado de hasta noventa días a los ciudadanos de Armenia, Azerbaiyán, Bielorrusia, Georgia, Moldavia, Kirguistán, Mongolia, Rusia y Ucrania, y de hasta 30 días a los ciudadanos de Argentina, Brasil, Ecuador, Serbia, Corea del Sur, Tayikistán, Turquía, EAU y Uzbekistán.
Kazajistán estableció un régimen de exención de visados para los ciudadanos de 54 países, incluidos los Estados miembros de la Unión Europea y de la OCDE, Estados Unidos, Japón, México, Australia y Nueva Zelanda.

## Infraestructuras

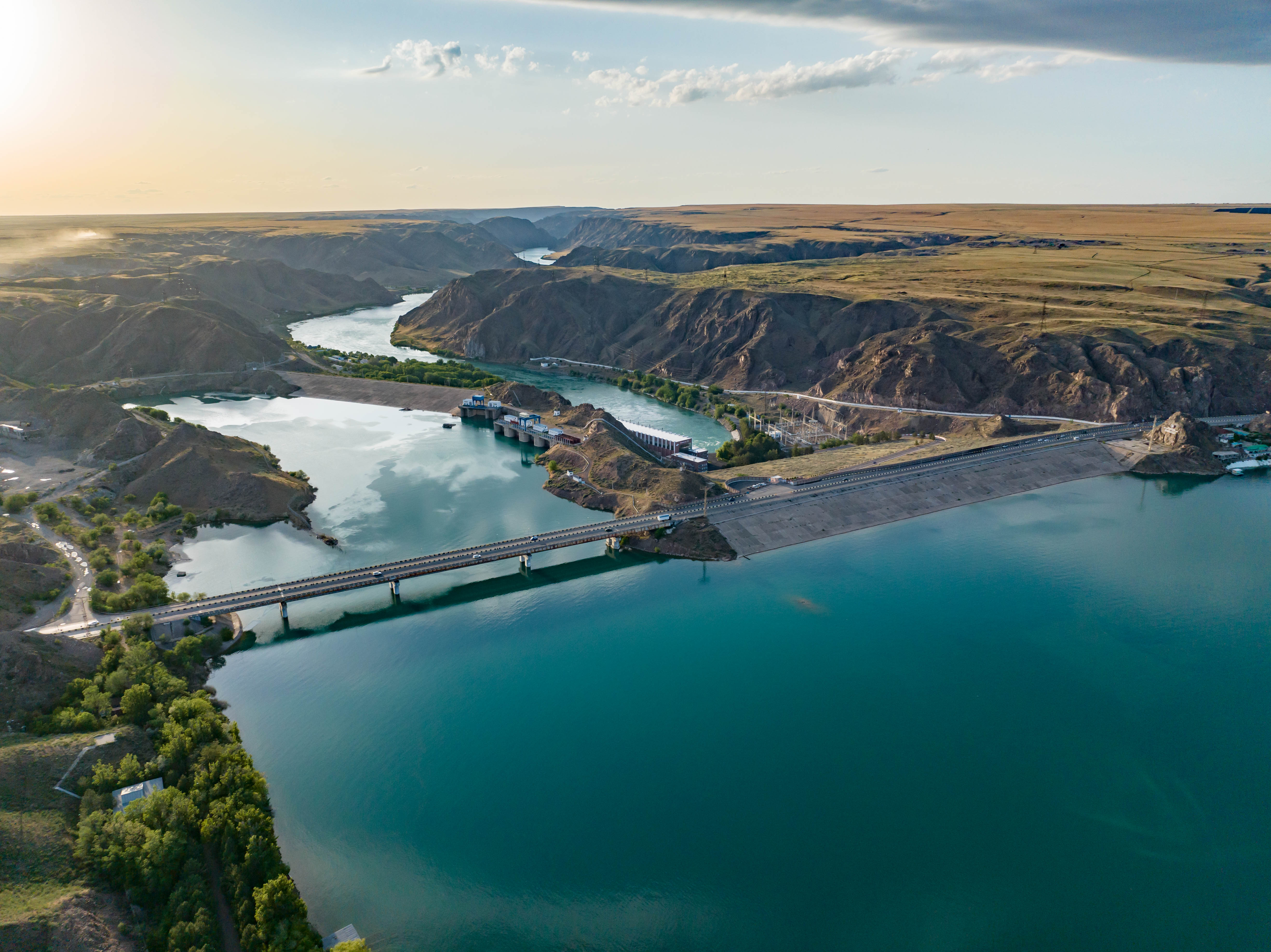
Central hidroeléctrica de Kapchagay.

### Energía
Kazajistán tiene una abundante oferta de minerales de fácil acceso y amplios recursos de combustibles fósiles. El desarrollo de las industrias de extracción de petróleo, gas natural y otros minerales, ha atraído a la mayoría de los más de cuarenta mil millones de dólares en inversión extranjera en Kazajistán desde 1993 y representa alrededor del 57 % de la producción industrial de la nación (o aproximadamente el 13 % del Producto interno bruto). Según algunas estimaciones, Kazajistán tiene la segunda reserva más grande de uranio, cromo, plomo y zinc, la tercera reserva más grande de manganeso, la quinta reserva más grande de cobre; y está entre los diez primeros de carbón, hierro y oro. También es un exportador de diamantes. Tal vez lo más importante para el desarrollo económico, Kazajistán también tiene actualmente el 11 % de las reservas probadas más grandes tanto de petróleo y gas natural.
En total, hay 160 depósitos con más de 2,7 millones de toneladas de petróleo. Las exploraciones petroleras han demostrado que los depósitos en la orilla del mar Caspio son solo una pequeña parte de un mayor depósito. Se dice que 3,5 millones de toneladas de petróleo y 2,5 billones de metros cúbicos de gas se puede encontrar en esa zona. En general, la estimación de los depósitos de petróleo de Kazajistán es de 6,1 millones de toneladas. Sin embargo, solo hay tres refinerías en el país, situado en Atyrau, Pavlodar, y Shymkent. Estos no son capaces de procesar el crudo de la producción total; un tanto de ella se exporta a Rusia. De acuerdo con la Administración de Información Energética de los Estados Unidos, en Kazajistán se producían aproximadamente 1,54 millones de barriles de petróleo por día en 2009.

### Comunicaciones
Algunos portales de Internet como Living History (ahora Aprenda Kazajistán totalmente desbloqueado), bloqueado por las sentencias judiciales, así como varios otros medios de comunicación se han bloqueado a los usuarios de Kazajistán por razones poco claras. Por otra parte, el Comité de Seguridad Nacional será libre a su discreción para bloquear sitios que «suponen una amenaza para la seguridad nacional de su contenido informativo». El país ha establecido una oficina especial para responder a incidentes en las autoridades kazajas de Internet del Servicio de Inteligencia.

### Transporte

Estación de tren en Astaná

El país cuenta con un extensa rede de vías de ferrocarril, operadas por la compañía estatal Kazakhstan Temir Zholy. En cuanto a aeropuertos, los dos más importantes son el Aeropuerto internacional de Almaty y el Aeropuerto internacional de Astaná.
El ferrocarril proporciona el 68 % de todo el tráfico de mercancías y pasajeros a más del 57 % del país. Hay 15 333 km en servicio de transporte común, excluyendo las líneas industriales 15 333 km de ancho de vía de 1520 mm, 4000 km electrificados, en 2012. La mayoría de las ciudades están conectadas por ferrocarril; los trenes de alta velocidad van de Alma Ata (la ciudad más meridional) a Petropavl (la más septentrional) en unas 18 horas.
Kazakhstan Temir Zholy (KTZ) es la compañía nacional de ferrocarriles. KTZ coopera con el fabricante francés de locomotoras Alstom en el desarrollo de la infraestructura ferroviaria de Kazajistán. Alstom tiene más de seiscientos empleados y dos empresas conjuntas con KTZ y su filial en Kazajistán. En julio de 2017, Alstom abrió su primer centro de reparación de locomotoras en Kazajistán. Es el único centro de reparación en Asia Central y el Cáucaso.
Como el sistema ferroviario kazajo se diseñó durante la era soviética, las rutas ferroviarias se diseñaron ignorando las fronteras intersoviéticas y según las necesidades de la planificación soviética. Esto ha provocado anomalías como que la ruta de Oral a Aktobe pase brevemente por territorio ruso.
La estación ferroviaria de Astaná Nurly Zhol, la más moderna de Kazajistán, se inauguró en Astaná el 31 de mayo de 2017. La inauguración de la estación coincidió con el inicio de la exposición internacional Expo 2017. Según los Ferrocarriles de Kazajistán (KTZ), se espera que la estación de 120 000 m² sea utilizada por 54 trenes al día y tenga capacidad para atender a 35 000 pasajeros diarios.
La estrategia de desarrollo del transporte en Kazajistán hasta 2015 consiste en construir 1600 km de nuevas estaciones electrificadas y 2700 km de las ya existentes.

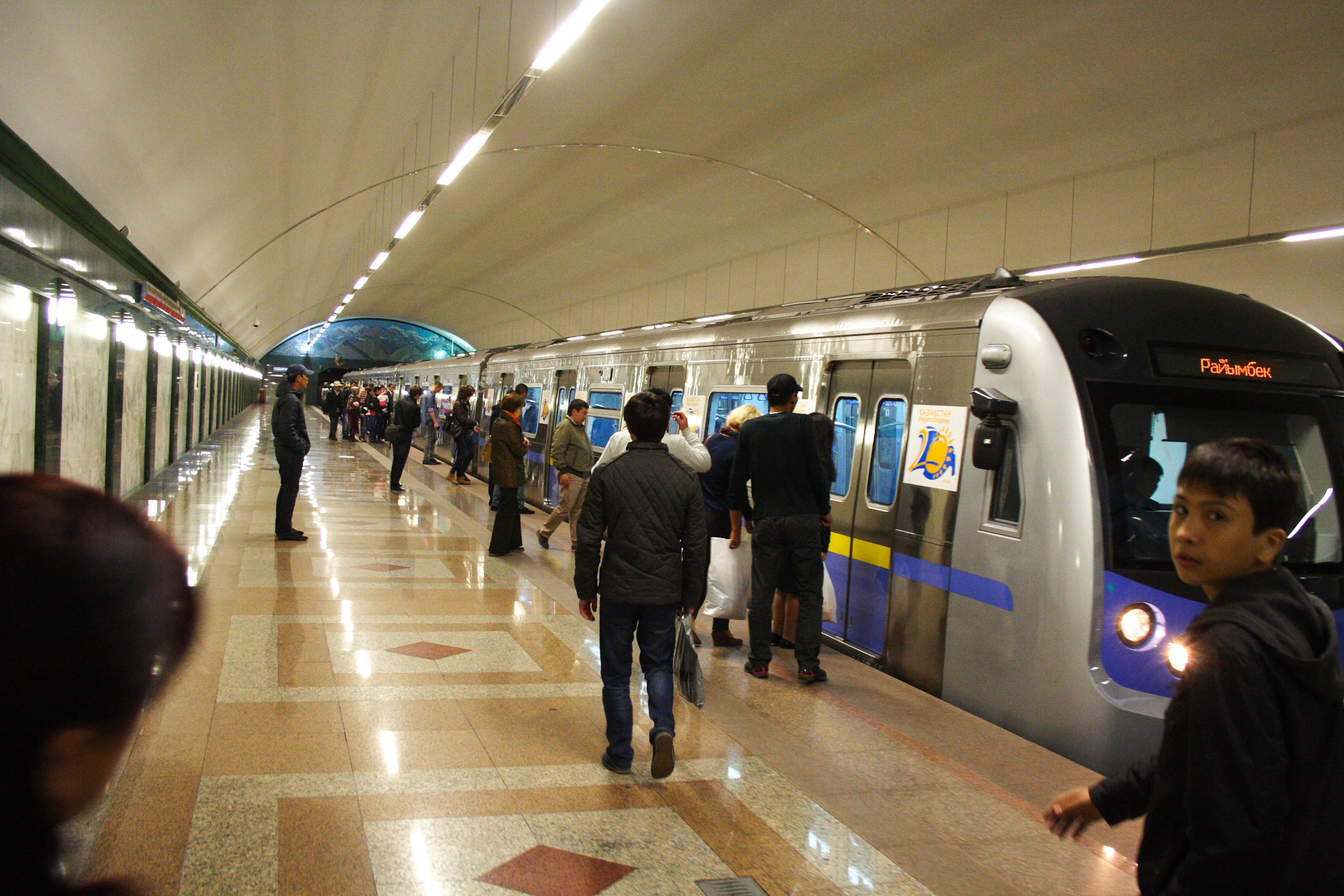
Uno de los trenes del metro de Almaty.

En Alma Ata hay una pequeña red de metro de 8,56 km. Está previsto construir una segunda y tercera línea de metro en el futuro. La segunda línea se cruzaría con la primera en las estaciones de Alatau y Zhibek Zholy. En mayo de 2011 comenzó la construcción de la segunda fase de la línea 1 del metro de Alma Ata. El contratista general es Almatymetrokurylys. Se han excavado más de 300 m de túneles en el proyecto de ampliación. La ampliación incluye cinco nuevas estaciones y conectará el centro de Alma Ata con Kalkaman, en las afueras. Su longitud será de 8,62 km. La construcción se divide en 3 fases. La primera fase consistirá en la incorporación de dos estaciones: Sairan y Moscú, con una longitud de 2,7 km. Hubo un sistema de tranvía de 10 líneas que funcionó desde 1937 hasta 2015.
El sistema de metro de Astaná está en construcción. Ha tardado mucho en llegar y el proyecto se abandonó en un momento dado en 2013, pero el 7 de mayo de 2015 se firmó un acuerdo para que el proyecto siguiera adelante.

## Demografía

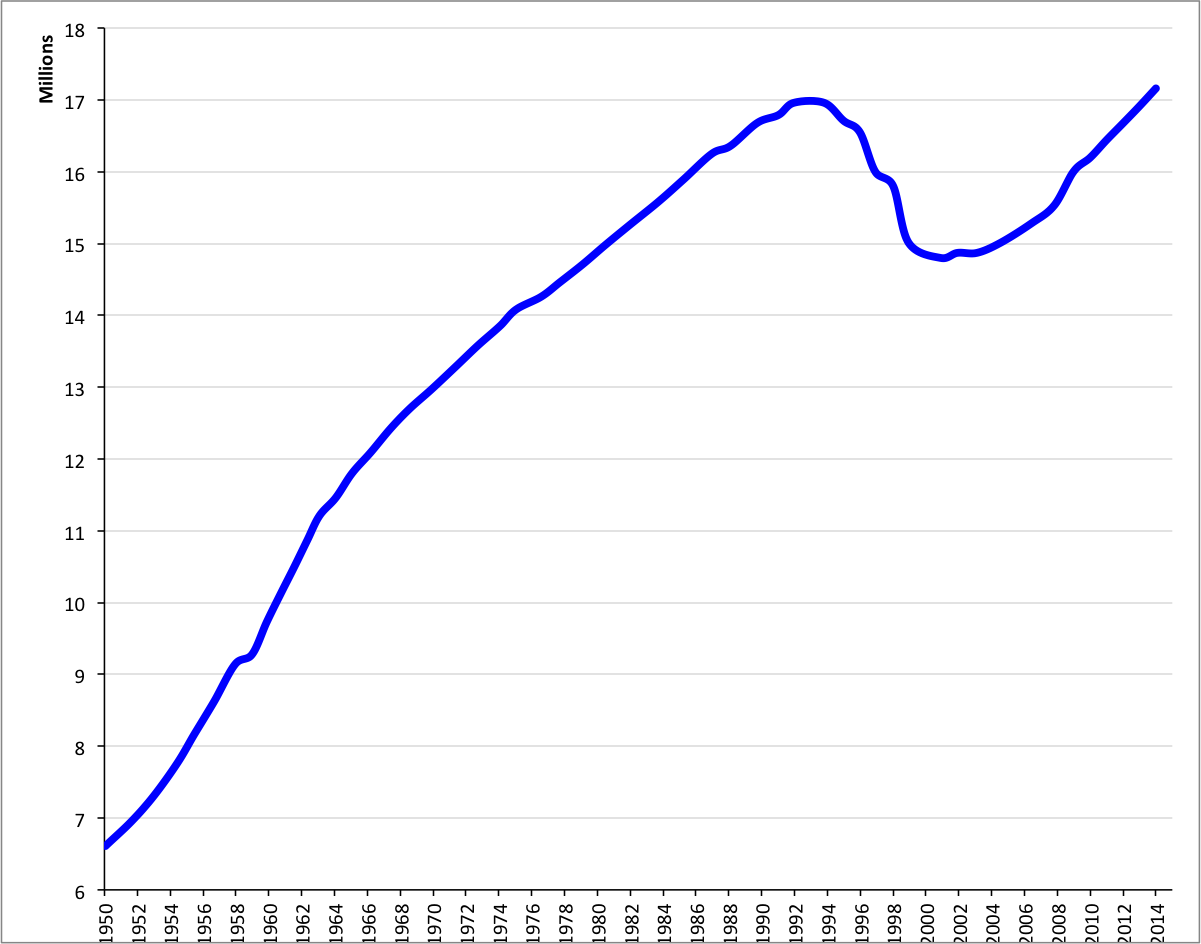
Evolución de la población entre 1950 y 2009.

La población de Kazajistán para el año 2023 es de 19 861 000 habitantes, de los cuales 56 % viven en el área rural y el 44 % en zonas urbanas. La población estimada de 2023 es un 33,28 % superior a la población reportada en el censo de enero de 1999, fecha en la que el país contó con una menor población desde su independencia. La disminución de la población que comenzó después de 1989 se ha detenido y revertido, habiendo actualmente un 14,94 % de población más que en 1991 cuando el país se independizó de la Unión Soviética.
Los hombres y las mujeres representan el 47,7 % y 52,53 % de la población, respectivamente. El país cuenta con una gran población joven, representando los menores de 15 años el 29,54 % de la población, entre 15 y 64 años el 62,15 %, mientras que la población mayor de 65 años representan un 8,31 %. La esperanza de vida es de 74,44 años, siendo la de los hombres de 70,26 y la de las mujeres de 78,41 años. La población en riesgo de pobreza es del 5,2 %.

### Evolución demográfica

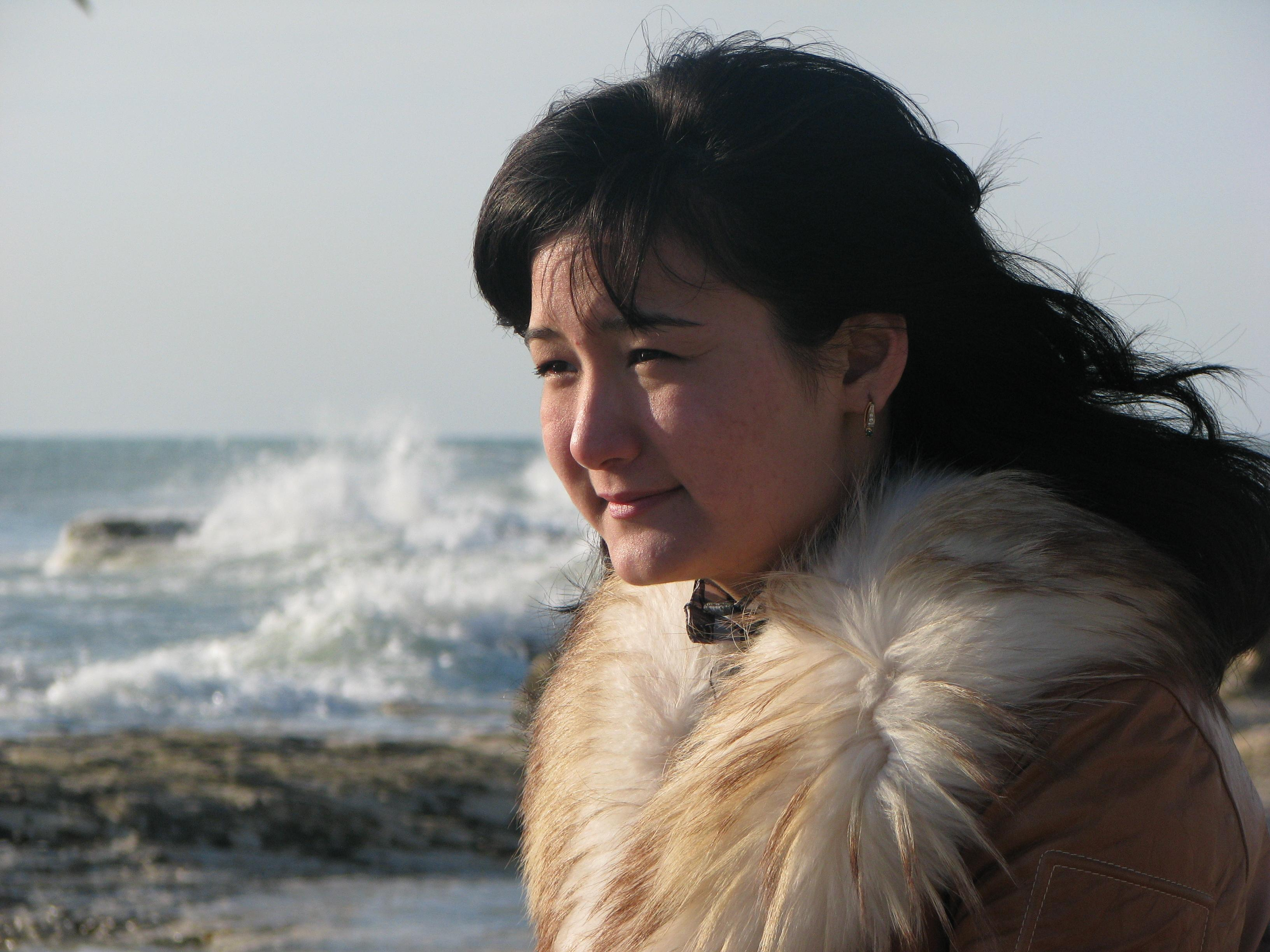
Mujer kazaja a orillas del mar Caspio.

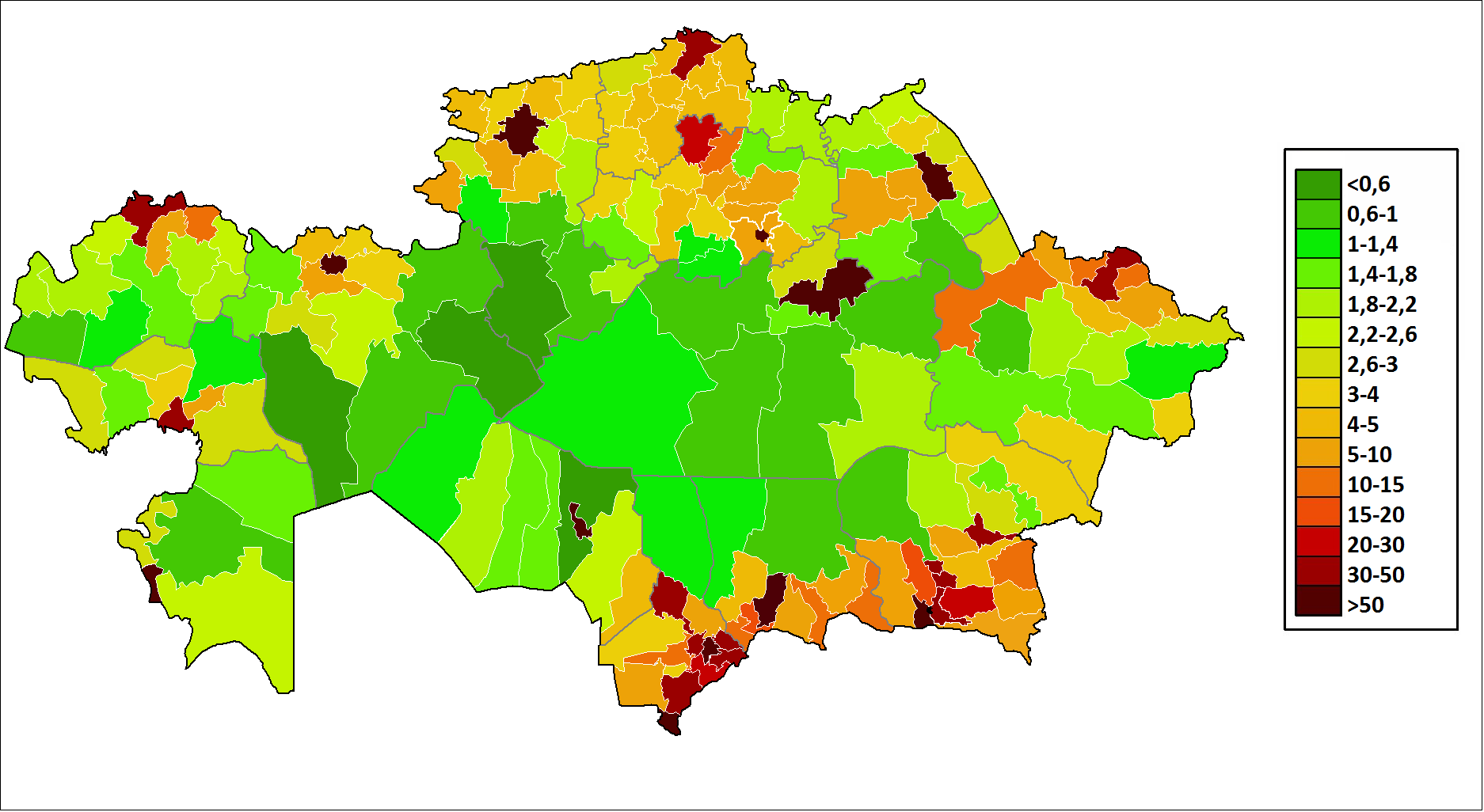
Densidad poblacional, 2016

- 1858: 4
- 1897: 4,76
- 1917: 5,2
- 1926: 6,2
- 1939: 7,2
- 1959: 9,2
- 1980: 14
- 1991: 16
- 1999: 15
- 2005: 15
- 2011: 16
- 2020: 18
- 2021: 19

### División étnica
Los kazajos representan el 68,5 % de la población y los rusos 18,8 %, con una rica variedad de otros grupos representados, incluidos los tártaros (1,1 %), ucranianos (1,4 %), uzbekos (3,2 %), bielorrusos, uigures (1,4 %), azeríes, polacos y los lituanos. Hay otras minorías europeas, como los alemanes (1,1 %). La década de 1990 estuvo marcada por la emigración de muchos de sus habitantes hacia Rusia y Alemania, un proceso que comenzó en la década de 1970. Esto ha hecho que los kazajos indígenas sean el grupo étnico más grande. Otros factores en el aumento de la población de Kazajistán son más altas tasas de natalidad y la inmigración de los kazajos étnicos de la República Popular de China, Mongolia y Rusia.

Grupos etnolingüísticos de Asia Central.

En el siglo XXI, Kazajistán se ha convertido en una de las principales naciones en las adopciones internacionales. Ello ha provocado algunas críticas en el Parlamento de Kazajistán, debido a las preocupaciones sobre la seguridad y el tratamiento de los niños en el extranjero y las preguntas sobre el bajo nivel de la población en Kazajistán.

### Idioma
Kazajistán es un país bilingüe: el idioma kazajo, hablado por el 64,4 % de la población, tiene la condición de ser el idioma de facto, mientras que el ruso, que es hablado por casi todos los kazajos, se declara el idioma oficial y se utiliza cotidianamente en los negocios. El idioma inglés ganó su popularidad entre los jóvenes desde la disolución de la URSS.
| Religión en Kazajistán (2009) | Religión en Kazajistán (2009) | Religión en Kazajistán (2009) | Religión en Kazajistán (2009) | Religión en Kazajistán (2009) |
| ----------------------------- | ----------------------------- | ----------------------------- | ----------------------------- | ----------------------------- |
| Religión                      | Religión                      |                               | Porcentaje                    | Porcentaje                    |
| Islam                         | Islam                         |                               | 70,2 %                        | 70,2 %                        |
| Cristianismo                  | Cristianismo                  |                               | 26,2 %                        | 26,2 %                        |
| Sin Religión                  | Sin Religión                  |                               | 2,8 %                         | 2,8 %                         |
| Otras religiones              | Otras religiones              |                               | 1 %                           | 1 %                           |

### Religión
Según el censo de 2009, el 70,2 % de la población es musulmana, 26,2 % cristiana, 2,8 % no tiene religión, el 0,5 % optó por no responder, el 0,2 % otra religión (la mayor parte judíos), 0,1 % budista. El cristianismo y los rusos comparten un cuarto de la población ya que por causas culturales los rusos tienden a ser de mayoría cristiana ortodoxa.
El Islam es la religión más extendida en Kazajistán seguida por el cristianismo ortodoxo. Después de décadas de represión religiosa por la Unión Soviética, la llegada de la independencia fue testigo de un aumento en la expresión de la identidad étnica, en parte a través de la religión. El libre ejercicio de creencias religiosas y el establecimiento de la plena libertad de religión llevó a un aumento de la actividad religiosa. Cientos de mezquitas, iglesias, sinagogas y otros edificios religiosos se construyeron en el lapso de pocos años, con el número de asociaciones religiosas pasando de 670 en 1990 a 4170 en 2010.

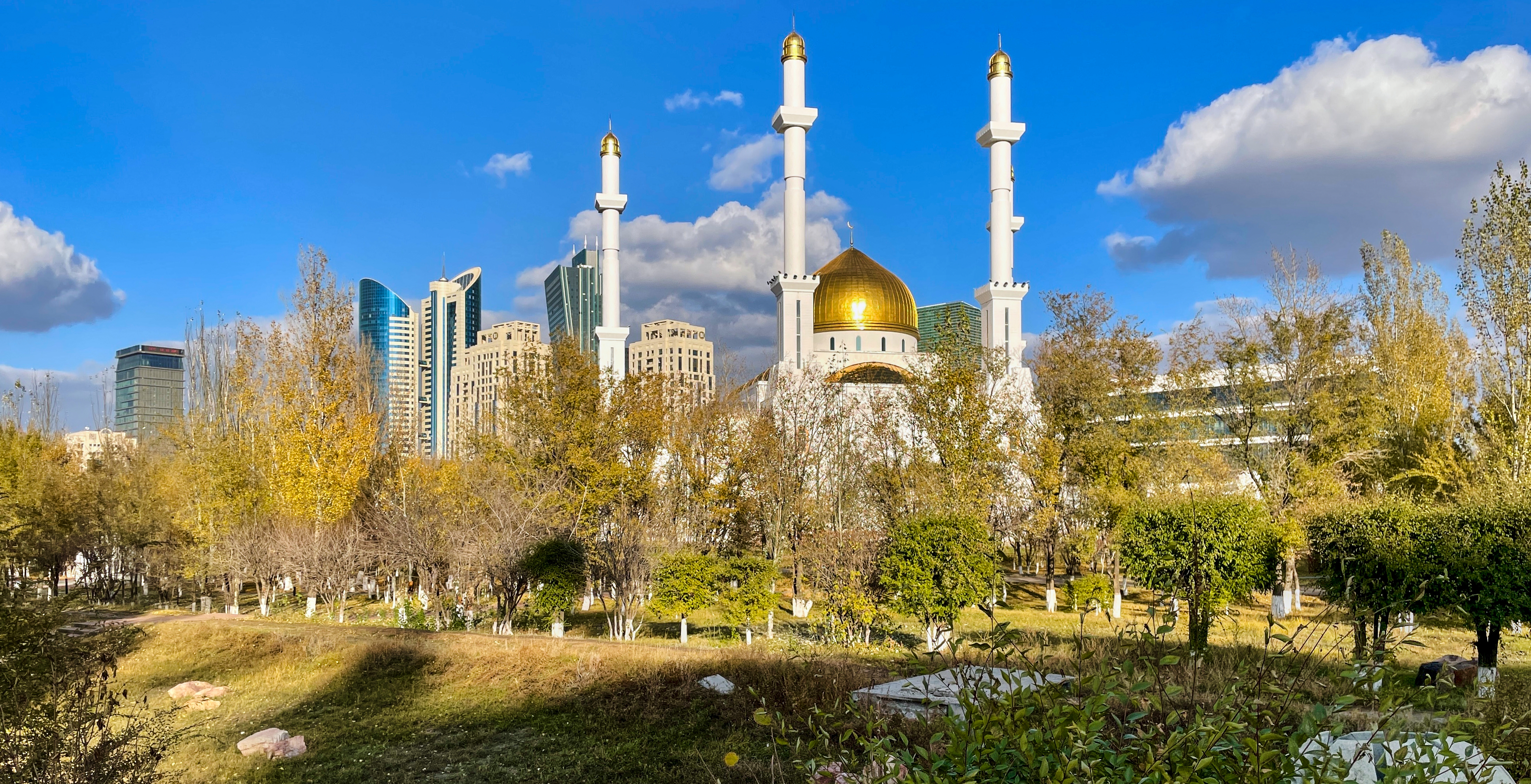
Mezquita de Nur Astana.

La mayoría de los musulmanes son suníes de la escuela de Hanafí, incluidos los kazajos étnicos, que constituyen alrededor del 60 % de la población, así como por las etnias uzbeka, uigures y los tártaros. Menos del 1 % forman parte de los sunitas de la escuela de Shafi'i (sobre todo los chechenos). Hay un total de 2300 mezquitas, todas ellos están afiliados a la Asociación Espiritual de los Musulmanes de Kazajistán, a cargo de un supremo muftí. El Eid al-Adha es reconocida como una fiesta nacional.
Una cuarta parte de la población practica el credo ortodoxo, incluidos los rusos, ucranianos y bielorrusos. Otros grupos cristianos incluyen a los católicos y protestantes. Hay un total de 258 iglesias ortodoxas, 93 iglesias católicas y más de quinientas iglesias protestantes y casas de oración. La Navidad de la iglesia ortodoxa rusa es reconocida como una fiesta nacional en Kazajistán. Un estudio publicado en 2022 estima que en 2010 había unos cincuenta mil cristianos conversos del islam en el país.

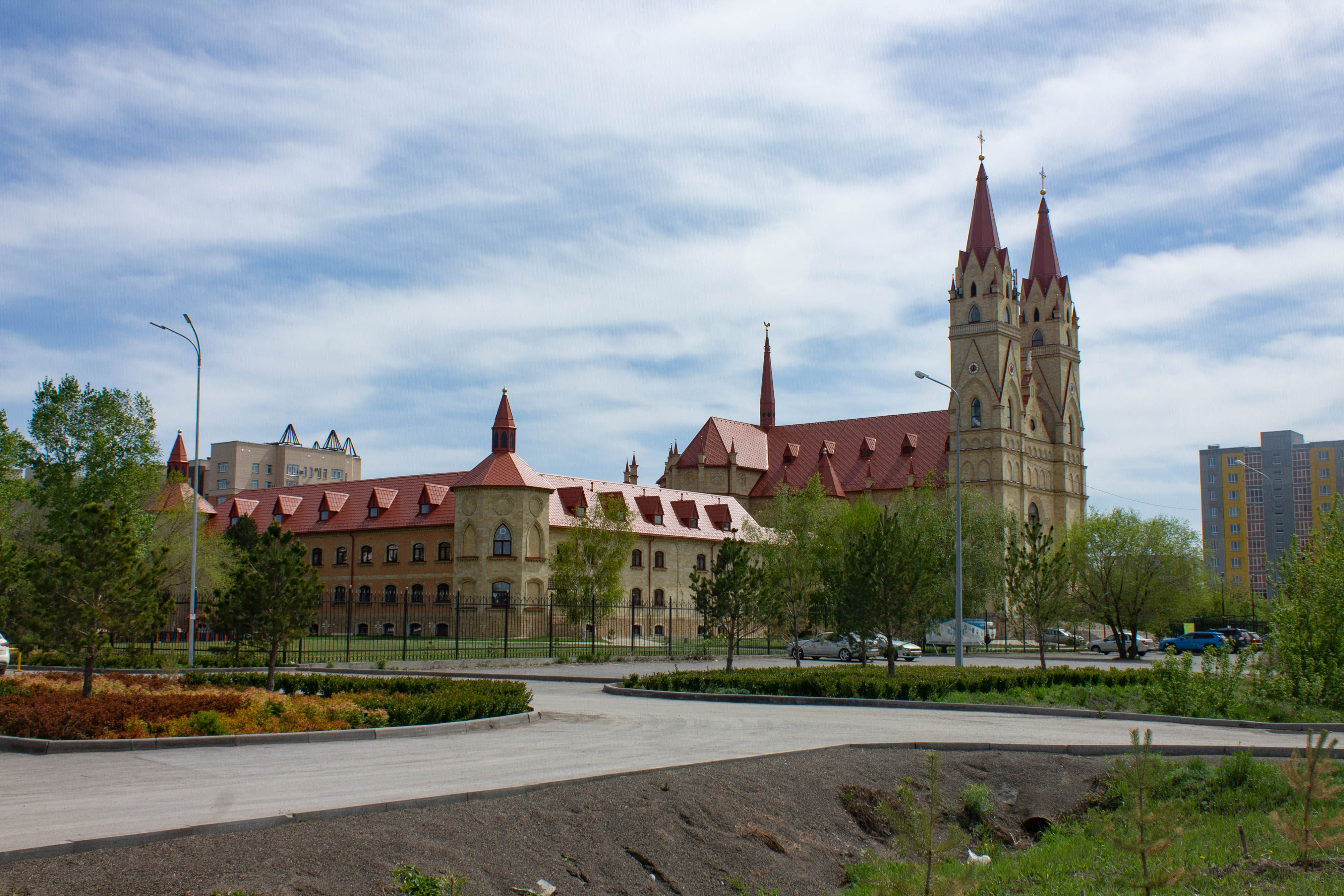
Catedral de Nuestra Señora de Fátima en Karaganda.

Otros grupos religiosos incluyen el judaísmo, la fe Bahá'í, el hinduismo, budismo, los Testigos de Jehová y la Iglesia de Jesucristo de los Santos de los Últimos Días. Cabe mencionar, como acontecimientos destacados en la vida religiosa del país, las visitas del papa Juan Pablo II del 22 al 25 de septiembre de 2001 y del papa Francisco del 13 al 15 de septiembre de 2022.

### Educación
La educación es universal y obligatoria hasta el nivel secundario y la tasa de alfabetización de adultos es del 99,5 %. La educación consiste de tres fases principales de educación: la educación primaria (de 1.º a 4.º grado), educación general básica (de 5.º a 9.º grado) y educación media superior (del 10.º al 11.º o 12.º grado). También está dividida en general, en la educación continua y formación profesional. La educación primaria es precedida por un año de educación preescolar. Estos tres niveles de la educación se puede seguir en una misma institución o en diferentes. Recientemente, se han fundado varias escuelas secundarias, escuelas especializadas, escuelas magnet, gimnasios, liceos, gimnasios y lingüísticas. La educación profesional secundaria se ofrece en especial profesionales o escuelas técnicas, liceos o colegios y escuelas vocacionales.

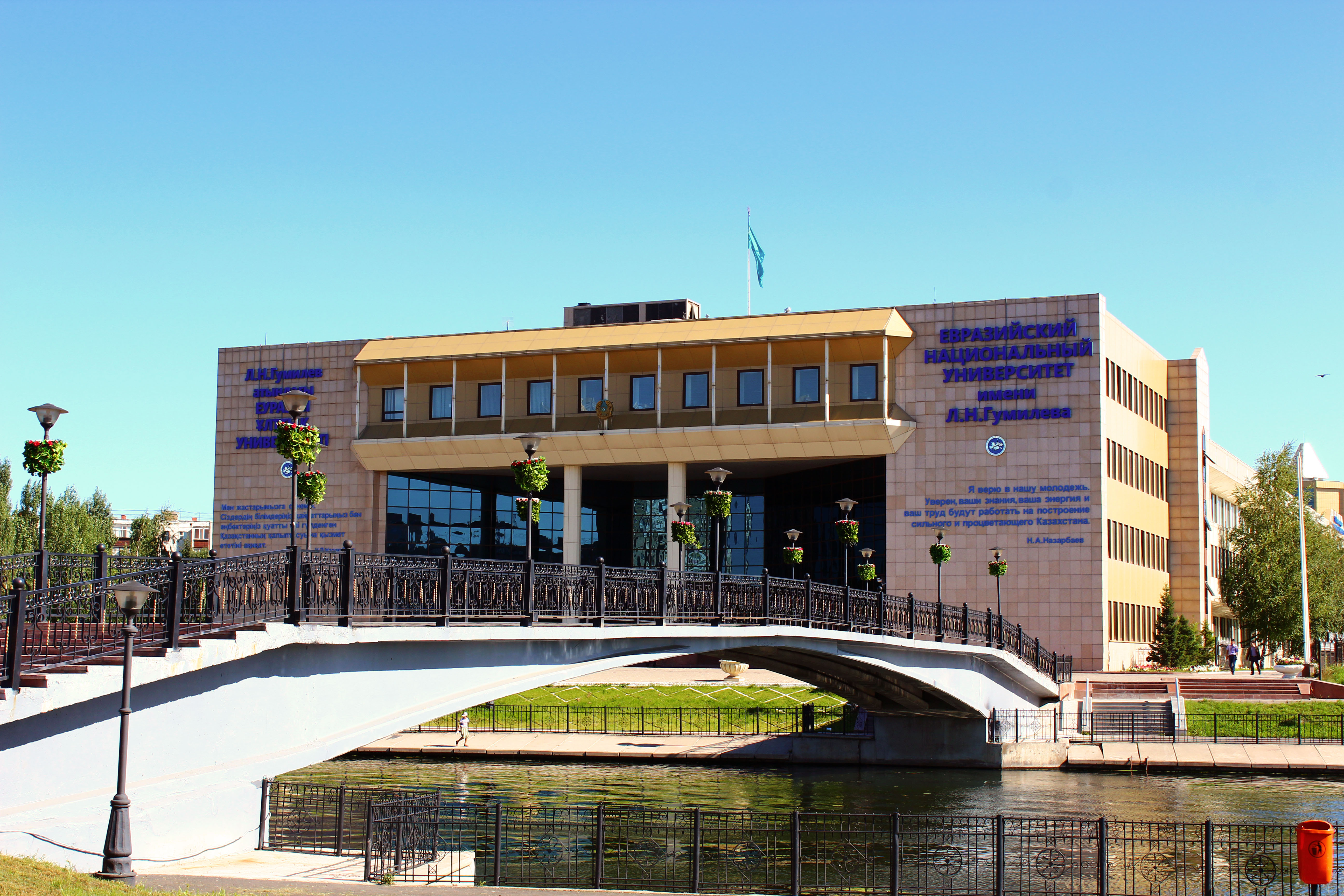
Universidad Nacional Euroasiática L. N. Gumilyov.

En la actualidad, hay universidades, academias, institutos, conservatorios y escuelas superiores. Hay tres niveles: básico la educación superior que ofrece los fundamentos del campo de estudio y da lugar a la concesión de la de licenciatura; la educación superior especializada después de lo cual los estudiantes reciben Especialista Diploma y pedagógicos de enseñanza superior científico-que lleva al de Maestría. Posgrado educación conduce a la Nauk Kandidat (Candidato de Ciencias) y el doctor en Ciencias o doctorado con la aprobación de las Leyes de Educación y de Educación Superior, un sector privado se ha establecido y varias instituciones privadas han obtenido la pertinente licencia.
El Ministerio de Educación de Kazajistán ejecuta un gran proyecto llamado Becas Bolashak, que se otorga anualmente a aproximadamente tres mil aspirantes. Los fondos de la beca sus estudios en instituciones del exterior, incluyendo la prestigiosa Universidad de Toronto, University College de Londres, Oxford. Los términos del programa incluyen el retorno obligatorio a Kazajistán durante al menos cinco años para trabajar.

## Cultura

Teatro del Ballet de Astana.

Antes de la conquista rusa, los kazajos tenían una cultura bien articulada en torno al nomadismo y un modo de vida tradicional. A pesar de que el islam fue introducido para la inmensa mayoría de los kazajos durante los siglos XVII y XVIII, la religión no fue asimilada hasta mucho tiempo después. Como resultado, el islam convivió con elementos tradicionales del chamanismo. Las creencias tradicionales kazajas sostienen que espíritus separados habitaban y daban vida a la tierra, el cielo, el agua, y el fuego, además de los animales domésticos. Hasta el día de hoy, los huéspedes asentados en zonas rurales, solían recibir un cordero recién sacrificado. Los huéspedes, son a veces invitados a bendecir el cordero y a pedir permiso a su espíritu para comenzar el sacrificio. Además del cordero, muchas otras comidas tienen un valor simbólico en la cultura kazaja.
El trato hacia los animales era un asunto crucial en el estilo de vida tradicional de los kazajos, la mayor parte de sus prácticas nómadas y sus vestimentas revelan de alguna manera su estilo de vida. Los hechizos y bendiciones tradicionales eran utilizados para invocar a las enfermedades y la fecundidad entre los animales, y los buenos modales en la cultura kazaja requieren que una persona pregunte acerca de la salud del hogar del otro al mismo tiempo que se saluda, solamente después de eso se puede hablar sobre los aspectos humanos de la vida.

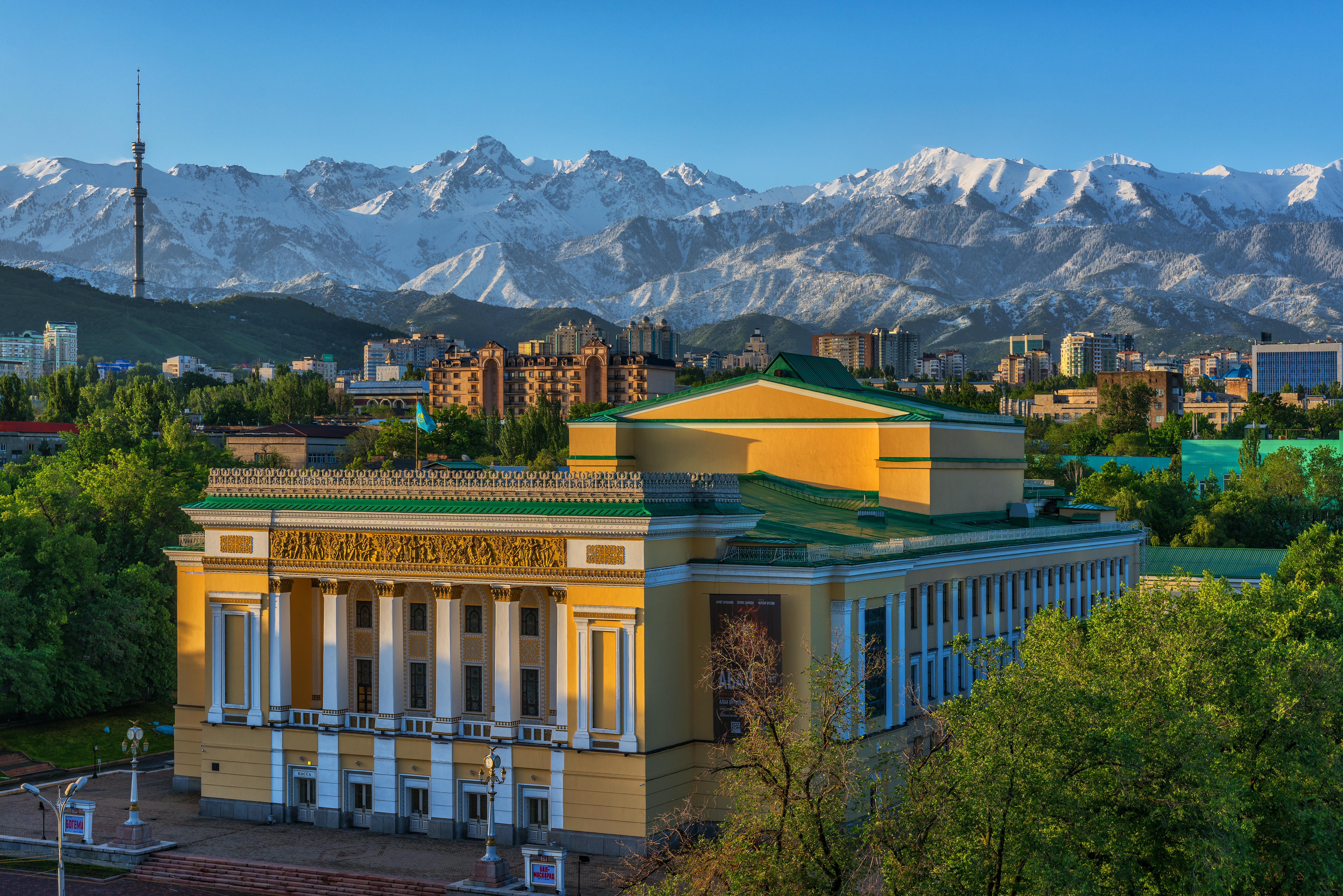
Teatro de la ópera de Almaty.

Hoy en día la cultura kazaja, tras la independencia de la antigua Unión Soviética, ha vuelto a resurgir con una enorme fuerza ya que el islam ha vuelto a ser la religión mayoritaria entre la población, algo que se explica quizás por la alta tasa de natalidad entre la población de etnia kazaja. A pesar de todo, la cultura de Kazajistán, se ha occidentalizado radicalmente debido a la expansión económica que está experimentando el país gracias al petróleo. Tanto hoy en día como en la antigüedad, los kazajos han sido siempre conocidos por su hospitalidad.

### Bellas artes
En Kazajistán, las bellas artes en sentido clásico tienen sus orígenes en la segunda mitad del siglo XIX y principios del XX. En gran medida, recibió la influencia de artistas rusos, como Vasili Vereshchagin y Nikolai Khludov, que viajaron internamente por Asia Central. Khludov influyó especialmente en el desarrollo de la escuela local de pintura, convirtiéndose en el maestro de muchos artistas locales. El más famoso de ellos es Abilkhan Kasteyev, en cuyo honor se rebautizó el Museo Estatal de Arte de Kazajistán en 1984.
La escuela kazaja de bellas artes estaba totalmente formada en la década de 1940, y floreció en la de 1950. Los pintores, artistas gráficos y escultores locales, formados bajo el sistema soviético unificado de educación artística, comenzaron a trabajar activamente, utilizando a menudo motivos nacionales en su arte. Los pintores O. Tansykbaev, J. Shardenov, K. Telzhanov y S. Aitbaev, los artistas gráficos E. Sidorkina y A. Duzelkhanov, y los escultores H. Nauryzbaeva y E. Sergebaeva se cuentan hoy entre las figuras clave del arte kazajo.

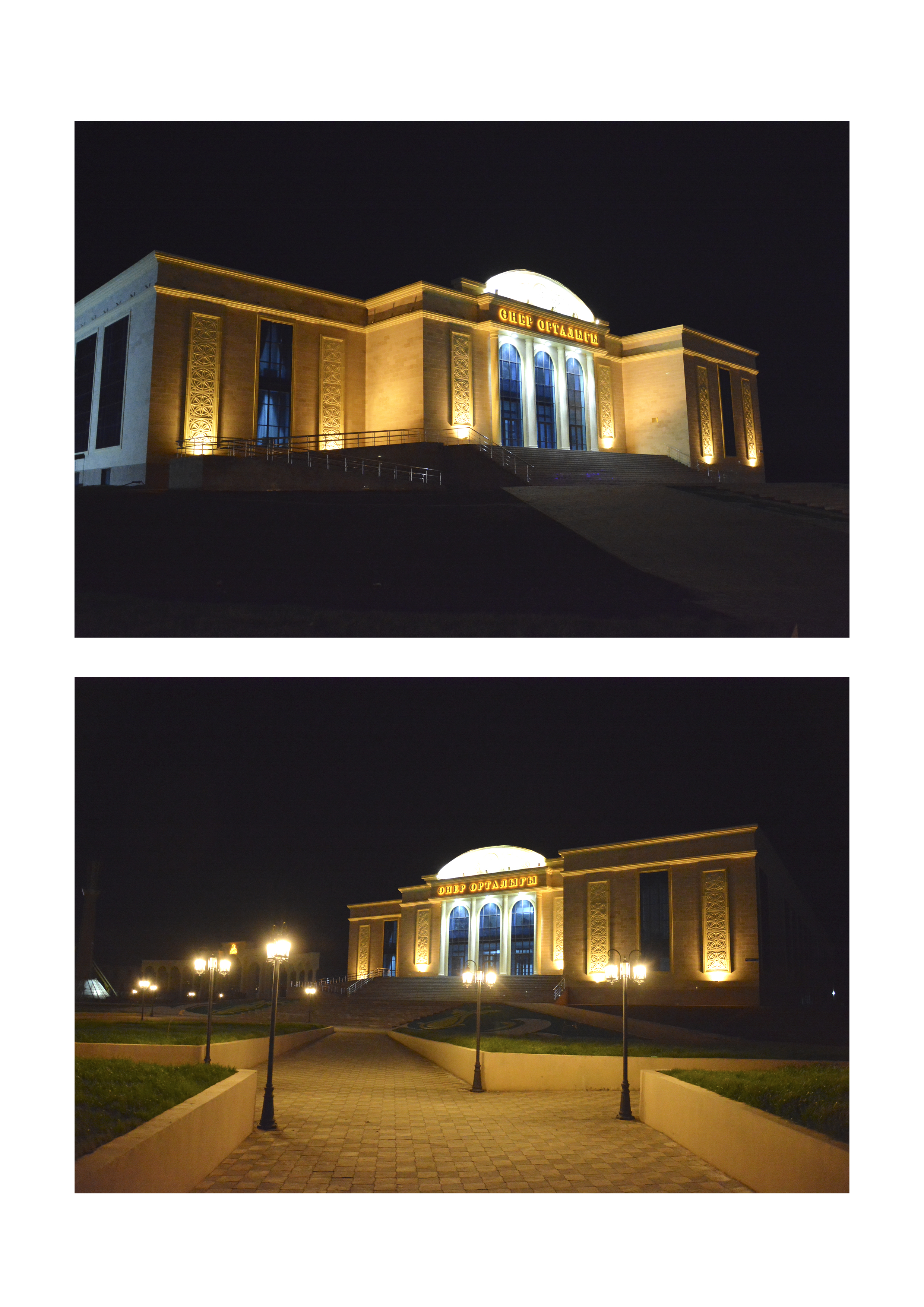
Sala Filarmónica de Aktobe.

### Música
El Estado moderno de Kazajistán alberga la Orquesta Estatal de Instrumentos Folclóricos Kurmangazy, la Orquesta FilarmónAstaná Opera House.jpgica Estatal de Kazajistán, la Ópera Nacional de Kazajistán y la Orquesta de Cámara Estatal de Kazajistán. La orquesta de instrumentos folclóricos lleva el nombre de Kurmangazy Sagyrbayuly, un famoso compositor y dombra del siglo XIX. La Escuela de Formación Musical-Dramática, fundada en 1931, fue el primer instituto de enseñanza superior de música. Dos años más tarde se creó la Orquesta de Instrumentos Musicales Populares de Kazajistán. La Fundación Asyl Mura archiva y publica grabaciones históricas de grandes muestras de música kazaja, tanto tradicional como clásica. El principal conservatorio está en Alma Ata, el Conservatorio Qurmanghazy. Compite con el conservatorio nacional de Astaná, la capital de Kazajistán.
Cuando se habla de música tradicional kazaja, hay que separar el folclore auténtico del «folclorismo». Este último denota la música ejecutada por intérpretes con formación académica que pretenden preservar la música tradicional para las generaciones venideras. Por lo que se puede reconstruir, la música de Kazajistán de la época anterior a la fuerte influencia rusa consta de música instrumental y música vocal. La música instrumental, cuyas piezas («Küy») son interpretadas por solistas. El texto suele aparecer en el fondo (o «programa») de la música, ya que muchos títulos de Küy se refieren a historias. Música vocal, ya sea como parte de una ceremonia, como una boda (principalmente interpretada por mujeres), o como parte de un banquete. Aquí podríamos dividir en subgéneros: cantos épicos, que contienen no solo hechos históricos, sino también la genealogía de la tribu, cantos de amor, versos didácticos; y como forma especial la composición de dos o más cantantes en público (Aitys), de carácter dialogante y normalmente de contenido inesperadamente franco.
A nivel musical, la cultura pop está firmemente asentada entre los kazajos, siendo uno de sus principales representantes el cantante y multinstrumentista Dimash Kudaibergen quien fue nombrado el 9 de diciembre de 2020 como embajador mundial del Proyecto C.U.R.E., distribuidor sin fines de lucro más grande del mundo de equipos médicos de donaciones y ayuda benéfica en 135 países.

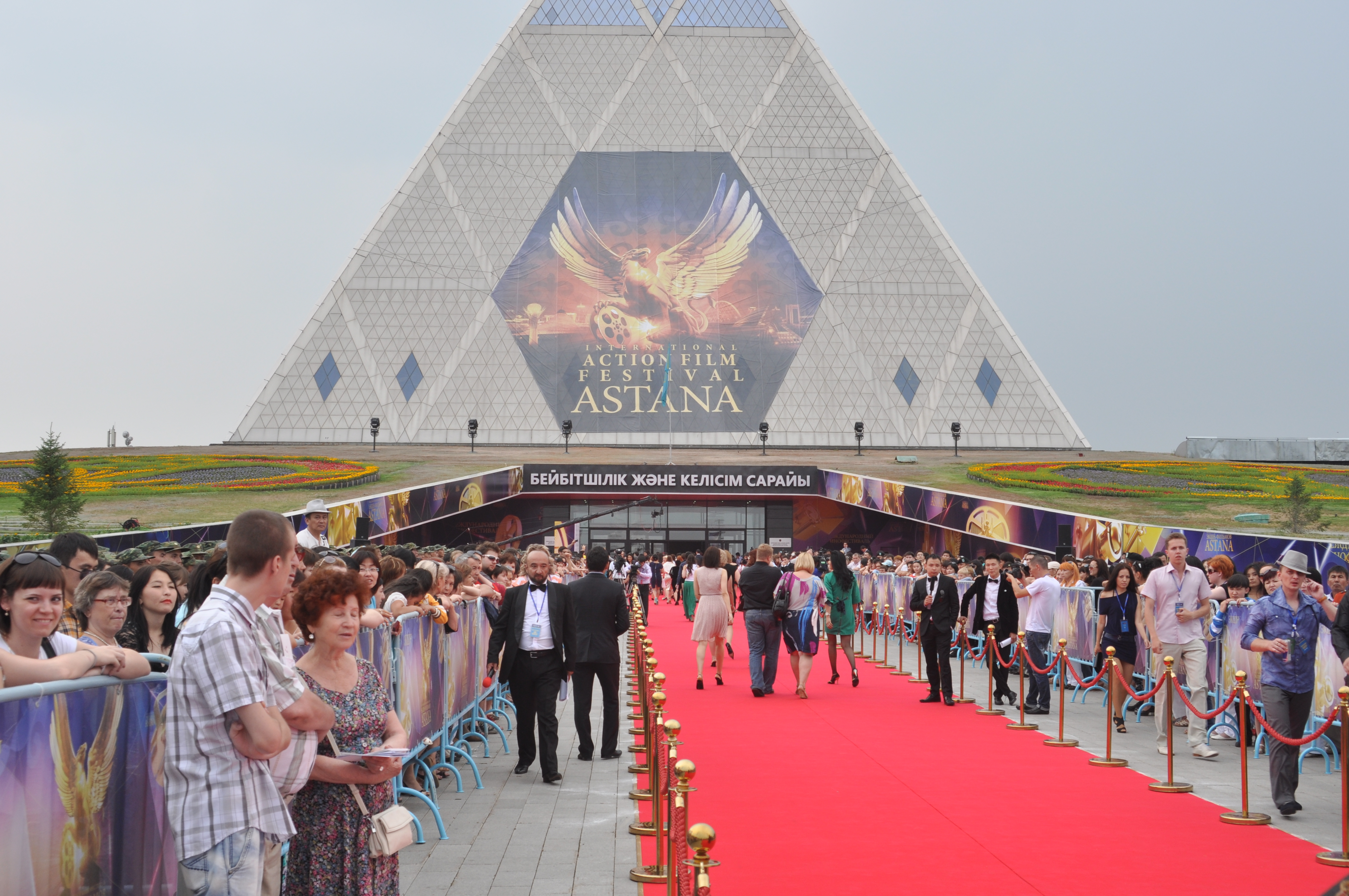
Alfombra roja en el Festival Internacional de Cine de Acción de Astaná.

### Cine
Aunque algunos estudios cinematográficos habían producido algún noticiario y documentales, los largometrajes y la ficción no llegarían hasta la década de 1940 al crearse los estudios Alma-Ata. El 70 % de la producción soviética durante la Gran Guerra Patria se rodó en el país destacando Iván el Terrible (1945) de Serguéi Eisenstein. El cine kazajo es el menos influenciado por el Islam de todas las repúblicas del Asia Central. De la época soviética los directores más notables son Shaken Aimanov («Poema de amor», 1954; «La tierra de los antepasados», 1966; y «El fin de Ataman», 1970 cuyo guionista fue Andréi Konchalovski), Sultan-Akhmet Khodzhikov y Mazhit Begalin.
En la actualidad ha iniciado un gran despegue, por ejemplo en Almatý se celebra todos los años el festival cinematográfico más prestigioso de Asia central, el Evraziya en el que se proyectan películas de toda Asia Central y de otras entidades turcófonas como Azerbaiyán y Turquía entre otras.
La industria cinematográfica de Kazajistán está dirigida por los estudios estatales Kazakhfilm, con sede en Alma Ata. El estudio ha producido películas premiadas como Myn Bala, Harmony Lessons y Shal. Kazajistán acoge el Festival Internacional de Cine de Acción de Astaná y el Festival Internacional de Cine de Eurasia, que se celebran anualmente. El director de Hollywood Timur Bekmambetov es de Kazajistán y se ha dedicado a tender un puente entre Hollywood y la industria cinematográfica kazaja.
El periodista kazajo Artur Platonov ganó el premio al mejor guion por su documental «Almas vendidas», sobre la contribución de Kazajistán a la lucha contra el terrorismo, en los premios Cannes Corporate Media and TV Awards de 2013.
Little Brother (Bauyr), de Serik Aprymov, ganó en el Festival de Cine de Europa Central y Oriental goEast del Ministerio Federal de Asuntos Exteriores de Alemania.

### Festividades
| Fecha                | Nombre                                    | Nombre local                                 | Notas |
| -------------------- | ----------------------------------------- | -------------------------------------------- | --- |
| 1 y 2 de enero       | Año nuevo                                 | Жаңа жыл / Новый Год                         | |
| 7 de enero           | Navidad ortodoxa                          | Рождество Христово                           | Fiesta oficial desde 2007                                                                                        |
| Último día del Hajj  | Fiesta del Cordero*                       | Құрбан айт                                   | Fiesta oficial desde 2007                                                                                        |
| 8 de marzo           | Día Internacional de la Mujer             | Халықаралық әйелдер күні                     | |
| 21 a 23 de marzo     | Año nuevo persa                           | Наурыз мейрамы                               | Tradicionalmente marca el inicio de la primavera.                                                                |
| 1 de mayo            | Día de la Unidad del Pueblo de Kazajistán | Қазақстан халқының бірлігі мерекесі          | |
| 9 de mayo            | Día de la Victoria                        | Жеңіс күні                                   | Festividad que data de la época soviética aún conmemorada en el país y las otras antiguas repúblicas de la URSS. |
| 6 de julio           | Día de la Ciudad Capital                  | Астана күні                                  | Cumpleaños del primer presidente                                                                                 |
| 30 de agosto         | Día de la Constitución                    | Қазақстан Республикасының Конституциясы күні | |
| 16 y 17 de diciembre | Día de la Independencia                   | Тәуелсіздік күні                             | |

## Deportes

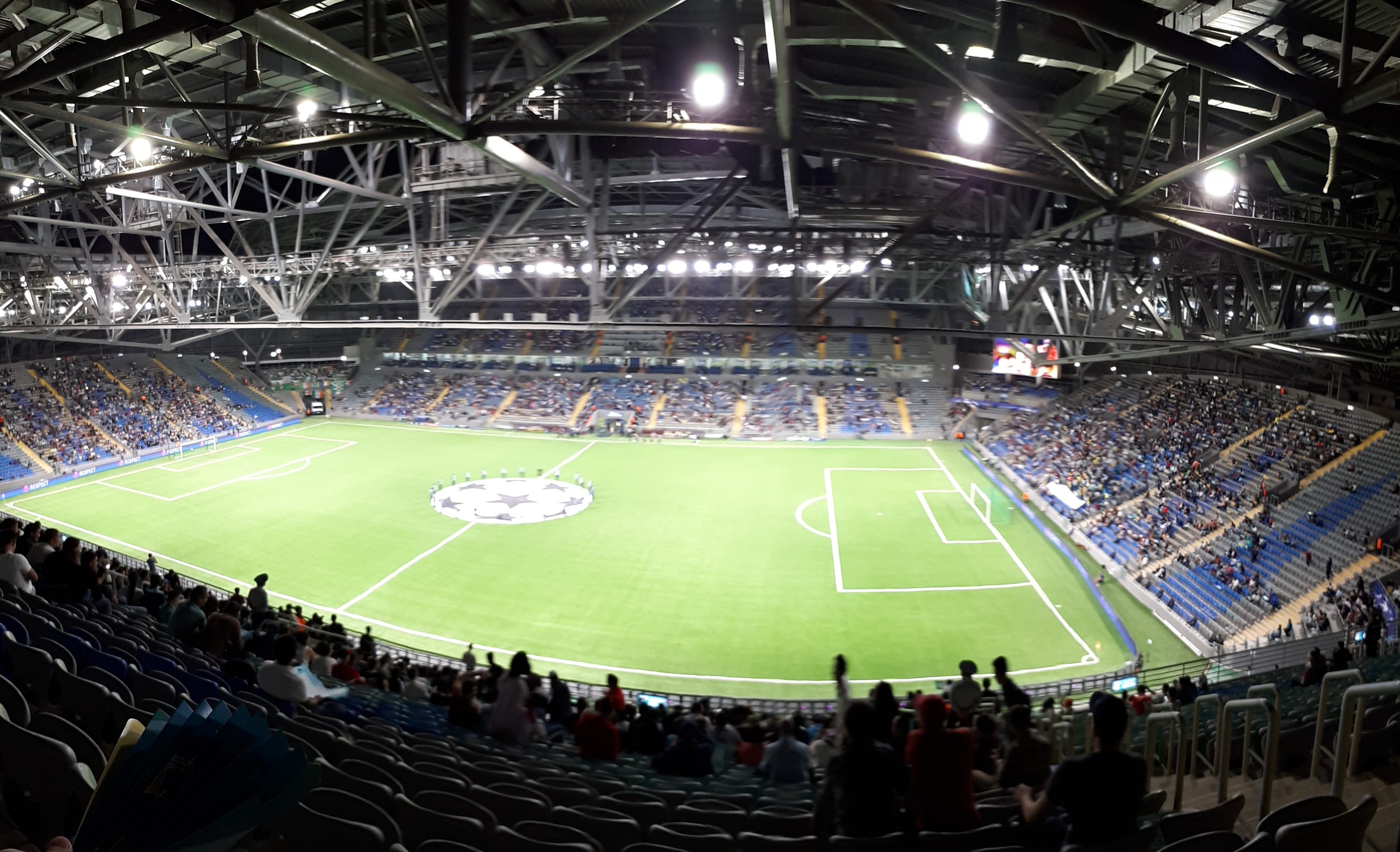
Panorama del Astaná Arena.

El fútbol es el deporte más popular en Kazajistán. La Unión de Fútbol de Kazajistán (en kazajo: Қазақстанның Футбол Федерациясы, fwtbol federacïyası Qazaqstannıñ) es el organismo rector del deporte nacional. El FFK organiza las selecciones nacionales masculina y femenina, así como las de fútbol sala. La selección de fútbol de Kazajistán es considerada una de las selecciones más débiles del continente europeo ya que hasta el momento no ha participado en ninguna competición internacional. Representa un caso excepcional en el país, pues todas las demás federaciones deportivas están asociadas a las Federaciones asiáticas y no a las europeas (la propia federación de fútbol lo estuvo hasta el año 2002 que por votación se decidió afiliarse a la UEFA tras ser invitada por esta una década antes).
El equipo nacional de hockey sobre hielo ha competido en los Juegos Olímpicos de Invierno de 1998 y 2006, así como en el Campeonato Mundial de Hockey sobre Hielo de 2006. Kazajistán cuenta con siete equipos profesionales de hockey: Kaztsink-Torpedo de Ust-Kamenogorsk, Satpayev Kazakhmys, Rudnyi Gornyak, Barys Astana, F.C. Irtysh Pavlodar, Almaty Yenbek y Arka Qaragandy Sary. Los mejores jugadores de hockey sobre hielo de Kazajistán incluyen a Nikolai Antropov y Evgeni Nabokov, jugadores que han hecho la mayoría de su carrera en la NHL.

El 2010 fue un año decisivo para el ascenso de la estrella del triple salto de Kazajistán, Olga Rypakova. Después de un cuarto puesto en los Juegos Olímpicos de Pekín 2008 en el triple salto con un registro de 15,11 m de Asia, Rypakova tenía una relativamente tranquila temporada 2009 al aire libre. Sin embargo, su gana en el salto largo y salto triple en la cubierta juegos asiáticos, a fin de año fueron un signo de lo que vendría en 2010. Comenzó el año con un oro en el Campeonato Mundial de Atletismo en Pista Cubierta de 2010, celebrado en Doha en el triple salto, con un registro de Asia interior de 15,14 m. Aire libre, terminó segundo en la general en la Diamond League, y mejoró su récord de triple salto con 15,25 m de Asia al ganar la Copa Continental de Split, Croacia. El saltador de pértiga Igor Potapovich fue campeón del mundo de la especialidad en el Campeonato Mundial de Atletismo en Pista Cubierta de 1997 en París y quedó cuarto en los Juegos Olímpicos de Atlanta 1996. El decatleta Dmitri Kárpov ha conseguido dos medallas de bronce en sus participaciones en el Campeonato Mundial de Atletismo y otra en los Juegos Olímpicos de Atenas 2004, aparte de poseer el récord de Asia de decatlón.

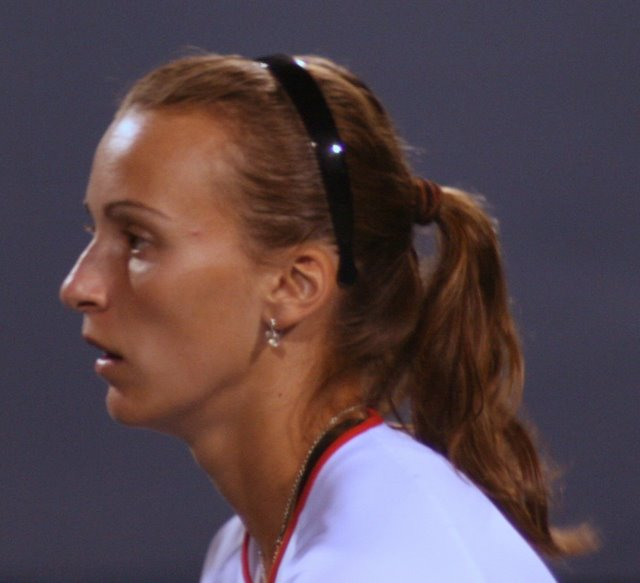
Yaroslava Shvédova, campeona en Wimbledon en dobles femeninos en 2010.

El ciclista más famoso de Kazajistán es Aleksandr Vinokúrov, campeón olímpico de la prueba de fondo en carretera en Londres 2012. El ciclismo es una actividad muy popular en todo el país. Vinokúrov tuvo un récord impresionante en bicicleta mientras se conducía para el equipo Telekom / T-Mobile al comienzo de su carrera. Ganó la medalla de plata en ciclismo en carretera en el Juegos Olímpicos de Sídney 2000 y terminó tercero en la general en el Tour de Francia 2003. Después de mudarse al equipo Liberty Seguros, Vinokúrov terminó 5.º en el Tour de Francia 2005, mientras que otros dos jóvenes kazajos, Andréi Kashechkin y Maxim Iglinskiy, terminaron 19.ª y 37.ª, respectivamente.
En 2006 el equipo de Vinokúrov que se conoce como Astana después de un escándalo de dopaje de drogas obligó a su equipo Liberty Seguros del Tour de Francia 2006. Vinokúrov, a continuación, ayudó a formar un nuevo equipo, Astana Pro Team, llamado así por la capital de Kazajistán y financiado por un conglomerado de empresas de Kazajistán, que adoptó el color de la bandera de Kazajistán para sus uniformes. Ese mismo año, Vinokúrov y Kashechkin consiguieron el 1.º y 3.º puestos en la clasificación general en la Vuelta a España 2006. En julio de 2007, Vinokúrov dio positivo por dopaje durante el Tour de Francia 2007 y fue descalificado de la carrera, aunque estaba a la cabeza en ese momento. Fue prohibido solo por un año por la Federación de Ciclismo de Kazajistán, pero su suspensión fue mayor al mandato internacional dos años por la UCI. Además, Kashechkin también fue encontrado culpable de dopaje sanguíneo y también fue suspendido por dos años, y Astaná fue posteriormente prohibido en el Tour de Francia 2008. En ese momento, Vinokúrov anunció su retiro.

Otro ciclista kazajo ilustre fue Andrei Kivilev, fallecido meses después de lograr el cuarto puesto en el Tour de Francia 2001 como consecuencia de una caída durante una carrera, y cuya muerte provocó que hubiera cambios en las carreras ciclistas, como la obligatoriedad del uso del casco.

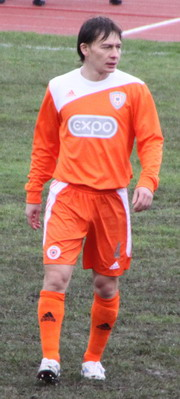
Ruslan Baltiyev, nacido en la República Socialista Soviética de Kazajistán es el mayor goleador de la selección nacional con 13 goles y 73 participaciones

El equipo de ciclismo Astaná continuó bajo una nueva administración y siguió incluyendo ciclistas kazajos en las grandes vueltas de ciclismo, aunque el liderazgo de la carrera el equipo pasó al español Alberto Contador y los estadounidenses Lance Armstrong y Levi Leipheimer. Sin embargo, en septiembre de 2008, Vinokúrov anunció su intención de volver al ciclismo en 2009, regresando finalmente a competir en agosto de 2009. En 2010, Vinokúrov se reincorporó al Astaná. En 2013 se comenzó a disputar el Tour de Almaty, una carrera de ciclismo en ruta del UCI Asia Tour.
A lo largo de los últimos años, el tenis (tanto en la rama masculina como en la femenina) ha ganado terreno en Kazajistán. Elena Rybákina, tenista rusa nacionalizada kazaja, ocupa actualmente la posición n.º 5 del ranking de la WTA. A sus 24 años de edad, Rybákina se ha forjado la reputación de ser una de las mejores jugadoras del circuito a base de grandes actuaciones en los certámenes más importantes del deporte, habiéndose coronado como campeona del Campeonato de Wimbledon en 2022 y siendo la vigente subcampeona del Abierto de Australia, torneo en el cual perdió el encuentro decisivo ante una de sus principales rivales, la bielorrusa Aryna Sabalenka. Además, se ha hecho con el primer puesto en los torneos WTA 1000 que se disputan en Indian Wells y en Roma. Ha sido finalista en los torneos de la misma categoría que se celebran en Miami y Montreal, consiguiendo todos estos resultados en el año 2023.
Del lado del Circuito de la ATP, Kazajistán cuenta con la representación de Alexander Bublik, tenista que se ha establecido con regularidad dentro de los 50 jugadores mejor ubicados en el ranking masculino.
Debido a la pandemia del coronavirus, China se ha visto forzada a posponer la celebración de los torneos tenísticos disputados en su territorio durante algunos años, como medida preventiva ante posibles rebrotes del virus. Uno de los tantos certámenes que se ha visto favorecido por esta decisión fue el Astana Open, logrando su momento de mayor relevancia en el 2022, año en el que fue promovido a la categoría ATP Tour 500 y cuyo campeón fue una de las máximas leyendas del tenis, el serbio Novak Djokovic. En la actualidad, los torneos disputados en suelo chino han vuelto a celebrarse y en consecuencia el Torneo de Astaná volvió a pertenecer a la categoría ATP 250.
Desde su independencia en 1991, los boxeadores de Kazajistán han ganado muchas medallas. Debido a que Kazajistán fue rápidamente en el tiempo la tabla de medallas de todos los Juegos Olímpicos de Boxeo, cuando el país pasó de la puesta en marcha rango menor rango actual de once entre todos los otros países. A partir de ahora, dos boxeadores de Kazajistán (Bakhtiyar Artayev, Vassiliy Jirov) han ganado el Val Barker Trofeo, por lo que Kazajistán segundo de la lista a solo tres medallas de caer detrás de EE. UU. Mundial de la Federación Internacional de Boxeo, OMB y IBO campeón de peso pesado Wladimir Klitschko, nació en Kazajistán en 1976. Actualmente, el mejor boxeador kazajo es Gennadi Golovkin, actual campeón del mundo de peso medio.

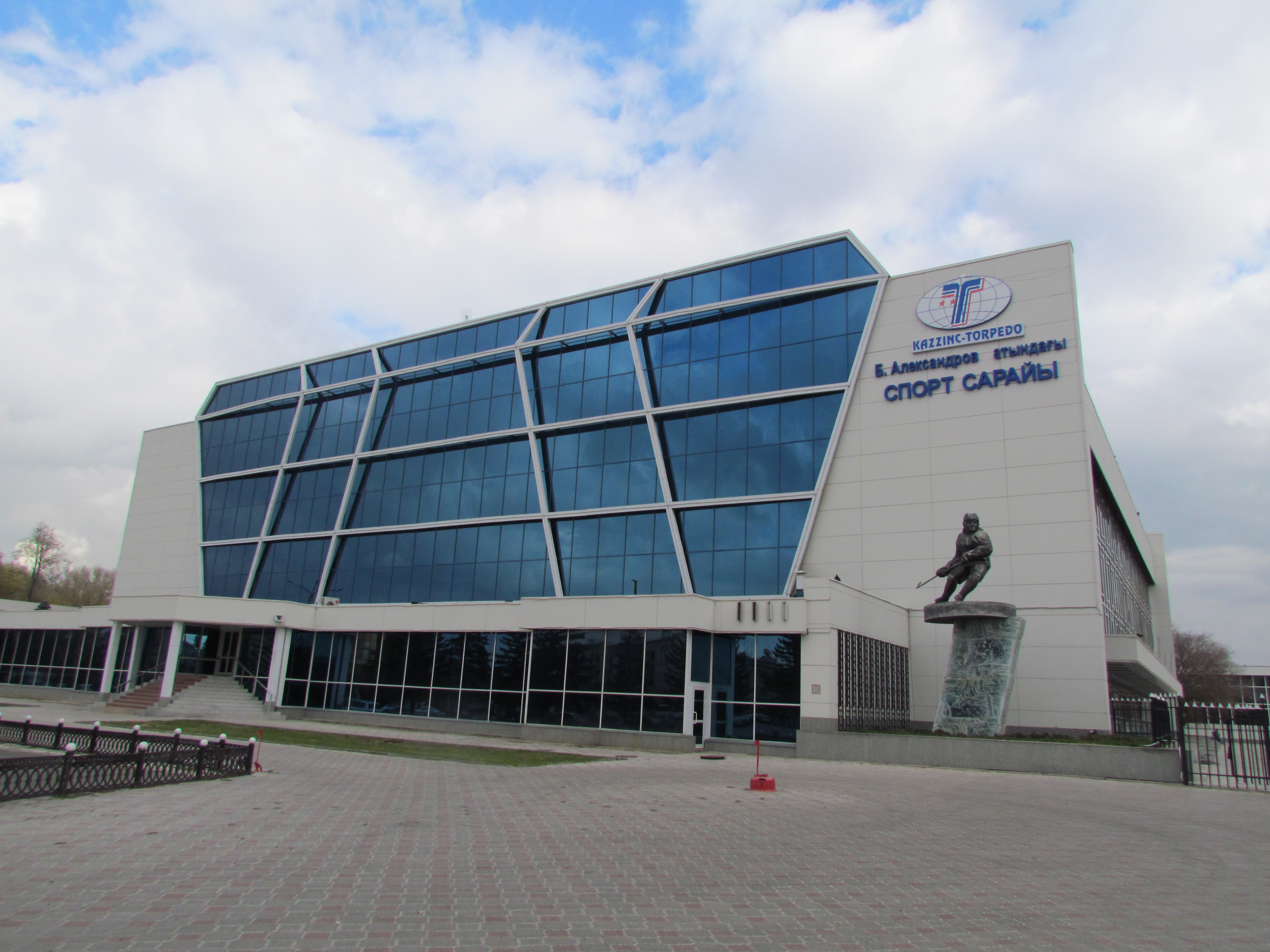
Arena deportiva de Aleksandrov

Los deportes ecuestres también son populares en Kazajistán. Desde 1993 la Federación Ecuestre de la República de Kazajistán ha sido la organización de eventos nacionales e internacionales en el Concurso de Saltos, Doma Clásica, Concurso Completo y Resistencia. Además desde 2012 existe la Federación de Polo de Kazajistán que en 2014 ha recibido la condición de miembro de pleno derecho de la Federación Internacional de Polo en la Asamblea General, que tuvo lugar en Buenos Aires, Argentina. El país cuenta con un equipo nacional de polo.
El equipo nacional de Bandy está entre los mejores y ha ganado dos veces la medalla de bronce en los Campeonatos del Mundo de Bandy. Durante la época soviética, el Dinamo de Alma-Ata, ganó el campeonato nacional en 1977 y 1990. Los Juegos Asiáticos de Invierno de 2011 se llevaron a cabo en el país.
El jugador de baloncesto Valeri Tijonenko representó a la Unión Soviética y a Rusia durante su carrera y nació en Uzbekistán, pero se crio en Alma Ata y empezó su carrera en un equipo de la ciudad, el SKA Alma-Ata, y actualmente es el presidente del B.C. Astana, el principal equipo del país.
Aleksandr Vinokúrov ganó la medalla de oro en la carrera olímpica de ruta de ciclismo en los Juegos Olímpicos de Londres 2012, después de una ardua carrera de 5:45:57 horas. Logró superar al colombiano Rigoberto Urán en la última vuelta y aprovechando una distracción de este, pudo conseguir la medalla de oro para su país.